# Olympische Sommerspiele 2012/Teilnehmer (China)
| Gelbes Symbol für Goldmedaillen mit stilisierten Olympischen Ringen | Graues Symbol für Silbermedaillen mit stilisierten Olympischen Ringen | Braundes Symbol für Bronzemedaillen mit stilisierten Olympischen Ringen |
| ------------------------------------------------------------------- | --------------------------------------------------------------------- | ----------------------------------------------------------------------- |
| 38                                                                  | 29                                                                    | 22                                                                      |

Die Volksrepublik China nahm in London an den Olympischen Spielen 2012 teil. Es war die insgesamt achte Teilnahme an Olympischen Sommerspielen. Das Chinesische Olympische Komitee nominierte 382 Athleten in 28 Sportarten.
Fahnenträger bei der Eröffnungsfeier war der Basketballspieler Yi Jianlian.

## Medaillengewinner
| Medaille | Name | Sportart                               | Datum      |
| -------- | --- | -------------------------------------- | ---------- |
|          | Yi Siling                                                                                                 | Schießen, 10 m Luftgewehr (F)          | 28 Juli    |
|          | Wang Mingjuan                                                                                             | Gewichtheben, Klasse bis 48 kg (F)     | 28 Juli    |
|          | Ye Shiwen                                                                                                 | Schwimmen, 400 m Freistil (F)          | 28 Juli    |
|          | Sun Yang                                                                                                  | Schwimmen, 400 m Freistil (M)          | 28 Juli    |
|          | Guo Wenjun                                                                                                | Schießen, 10 m Luftpistole (F)         | 29. Juli   |
|          | He Zi, Wu Minxia                                                                                          | Turmspringen, 3 m Synchron (F)         | 29. Juli   |
|          | Cao Yuan, Zhang Yanquan                                                                                   | Turmspringen, 10 m Synchron (M)        | 30. Juli   |
|          | Li Xueying                                                                                                | Gewichtheben, Klasse bis 58 kg (F)     | 30. Juli   |
|          | Chen Yibing, Feng Zhe, Guo Weiyang, Zhang Chenglong, Zou Kai                                              | Turnen, Gerätturnen (M)                | 30. Juli   |
|          | Chen Ruolin, Wang Hao                                                                                     | Turmspringen, 10 m, Synchron (F)       | 31. Juli   |
|          | Lei Sheng                                                                                                 | Fechten, Florett, Individual (M)       | 31. Juli   |
|          | Ye Shiwen                                                                                                 | Schwimmen, 200 m Lagen (F)             | 31. Juli   |
|          | Lin Qingfeng                                                                                              | Gewichtheben, Klasse bis 69 kg (M)     | 31. Juli   |
|          | Luo Yutong, Qin Kai                                                                                       | Turmspringen, 3 m Synchron (M)         | 1. August  |
|          | Li Xiaoxia                                                                                                | Tischtennis, Einzel (F)                | 1. August  |
|          | Lü Xiaojun                                                                                                | Gewichtheben, Klasse bis 77 kg (M)     | 1. August  |
|          | Jiao Liuyang                                                                                              | Schwimmen, 200 m Schmetterling (F)     | 1. August  |
|          | Zhang Jike                                                                                                | Tischtennis, Einzel (M)                | 2. August  |
|          | Dong Dong                                                                                                 | Turnen, Trampolin (M)                  | 3. August  |
|          | Zhang Nan, Zhao Yunlei                                                                                    | Badminton, Gemischtes Doppel           | 3. August  |
|          | Li Xuerui                                                                                                 | Badminton, Einzel (F)                  | 4. August  |
|          | Tian Qing, Zhao Yunlei                                                                                    | Badminton, Doppel (F)                  | 4. August  |
|          | Chen Ding                                                                                                 | Leichtathletik, 20 km Gehen (M)        | 4. August  |
|          | Sun Yang                                                                                                  | Schwimmen, 1500 m Freistil (M)         | 4. August  |
|          | Li Na, Luo Xiaojuan, Sun Yujie, Xu Anqi                                                                   | Fechten, Degen, Mannschaft (F)         | 4. August  |
|          | Lin Dan                                                                                                   | Badminton, Einzel (M)                  | 5. August  |
|          | Zou Kai                                                                                                   | Turnen, Boden (M)                      | 5. August  |
|          | Cai Yun, Fu Haifeng                                                                                       | Badminton, Doppel (M)                  | 5. August  |
|          | Zhou Lulu                                                                                                 | Gewichtheben, Klasse ab 75 kg (F)      | 5. August  |
|          | Wu Minxia                                                                                                 | Turmspringen, 3 m (F)                  | 5. August  |
|          | Xu Lijia                                                                                                  | Segeln, Laser Radial (F)               | 6. August  |
|          | Feng Zhe                                                                                                  | Turnen, Barren (M)                     | 7. August  |
|          | Deng Linlin                                                                                               | Turnen, Schwebebalken (F)              | 7. August  |
|          | Ding Ning, Guo Yue, Li Xiaoxia                                                                            | Tischtennis, Mannschaft (F)            | 7. August  |
|          | Wang Hao, Zhang Jike, Ma Long                                                                             | Tischtennis, Mannschaft (M)            | 8. August  |
|          | Wu Jingyu                                                                                                 | Taekwondo, Klasse bis 49 kg (F)        | 8. August  |
|          | Chen Ruolin                                                                                               | Turmspringen, 10 m (F)                 | 9. August  |
|          | Zou Shiming                                                                                               | Boxen, Leichtes Fliegengewicht (M)     | 11. August |
|          | Wei Ning                                                                                                  | Schießen, Wurfscheibenschießen (F)     | 29. Juli   |
|          | Fang Yuting, Cheng Ming, Xu Jing                                                                          | Schießen, Bogen, Mannschaft (F)        | 29. Juli   |
|          | Lu Ying                                                                                                   | Schwimmen, 100 m Schmetterling (F)     | 29. Juli   |
|          | Wu Jingbiao                                                                                               | Gewichtheben, Klasse bis 56 kg (M)     | 29. Juli   |
|          | Sun Yang                                                                                                  | Schwimmen, 200 m Freistil (M)          | 30. Juli   |
|          | Xu Lili                                                                                                   | Judo, Klasse bis 63 kg (F)             | 31. Juli   |
|          | Chen Ying                                                                                                 | Schießen, 25 m Pistole (F)             | 1. August  |
|          | Ding Ning                                                                                                 | Tischtennis, Einzel (F)                | 1. August  |
|          | Lu Haojie                                                                                                 | Gewichtheben, Klasse bis 77 kg (M)     | 1. August  |
|          | Gong Jinjie, Guo Shuang                                                                                   | Bahnradfahren, Teamsprint (F)          | 2. August  |
|          | Wang Hao                                                                                                  | Tischtennis, Einzel (M)                | 2. August  |
|          | Xu Chen, Ma Jin                                                                                           | Badminton, Gemischtes Doppel           | 3. August  |
|          | Guo Shuang                                                                                                | Bahnradfahren, Keirin (F)              | 3. August  |
|          | Huang Wenyi, Xu Dongxiang                                                                                 | Rudern, Leichtgewicht-Doppel (F)       | 4. August  |
|          | Wang Yihan                                                                                                | Badminton, Einzel (F)                  | 4. August  |
|          | Huang Shanshan                                                                                            | Turnen, Trampolin (F)                  | 4. August  |
|          | Li Yanfeng                                                                                                | Leichtathletik, Diskuswurf (F)         | 4. August  |
|          | He Zi | Turmspringen, 3 m (F)                  | 5. August  |
|          | Chen Yibing                                                                                               | Turnen, Ringe (M)                      | 6. August  |
|          | He Kexin                                                                                                  | Turnen, Stufenbarren (F)               | 6. August  |
|          | Sui Lu | Turnen, Schwebebalken (F)              | 7. August  |
|          | Qin Kai                                                                                                   | Turmspringen, 3 m (M)                  | 7. August  |
|          | Jing Ruixue                                                                                               | Ringen, Freistil, Klasse bis 63 kg (F) | 8. August  |
|          | Ren Cancan                                                                                                | Boxen, Fliegengewicht (F)              | 9. August  |
|          | Hou Yuzhuo                                                                                                | Taekwondo Klasse bis 57 kg (F)         | 9. August  |
|          | Chang Si, Chen Xiaojun, Huang Xuechen, Jiang Tingting, Jiang Wenwen, Liu Ou, Luo Xi, Sun Wenyan, Wu Yiwen | Schwimmen, Synchron, Mannschaft (F)    | 10. August |
|          | Si Tianfeng                                                                                               | Leichtathletik, 50 km Gehen (M)        | 11. August |
|          | Qiu Bo | Turmspringen, 10 m (M)                 | 11. August |
|          | Cao Zhongrong                                                                                             | Moderner Fünfkampf (M)                 | 11. August |
|          | Li Xuanxu                                                                                                 | Schwimmen, 400 m Lagen (F)             | 28. Juli   |
|          | Yu Dan | Schießen, 10 m Luftgewehr (F)          | 28. Juli   |
|          | Sun Yujie                                                                                                 | Fechten, Degen, Einzel (F)             | 30. Juli   |
|          | Hao Yun, Li Yunqi, Jiang Haiqi, Sun Yang, Lü Zhiwu, Dai Jun                                               | Schwimmen, 4 × 200 Meter Freistil (M)  | 31. Juli   |
|          | Tang Yi                                                                                                   | Schwimmen, 100 m Freistil (F)          | 2. August  |
|          | Ding Feng                                                                                                 | Schießen, 25 m Schnellfeuerpistole (M) | 3. August  |
|          | Lu Chunlong                                                                                               | Turnen, Trampolin (M)                  | 3. August  |
|          | Dai Xiaoxiang                                                                                             | Schießen, Bogen, Einzel (M)            | 3. August  |
|          | Tong Wen                                                                                                  | Judo ab 78 kg (F)                      | 3. August  |
|          | He Wenna                                                                                                  | Turnen, Trampolin (F)                  | 4. August  |
|          | Wang Zhen                                                                                                 | Leichtathletik, 20 km Gehen (M)        | 4. August  |
|          | Chen Long                                                                                                 | Badminton, Einzel (M)                  | 5. August  |
|          | Wang Zhiwei                                                                                               | Schießen, 50 m Pistole (M)             | 5. August  |
|          | Gong Lijiao                                                                                               | Leichtathletik, Kugelstoßen (F)        | 6. August  |
|          | Zou Kai                                                                                                   | Turnen, Reck (M)                       | 7. August  |
|          | Huang Xuechen, Liu Ou                                                                                     | Schwimmen, Synchron, Duett (F)         | 7. August  |
|          | Guo Shuang                                                                                                | Bahnradsport, Sprint (F)               | 7. August  |
|          | He Chong                                                                                                  | Turmspringen, 3 m (M)                  | 7. August  |
|          | Li Jinzi                                                                                                  | Boxen, Mittelgewicht (F)               | 8. August  |
|          | Qoijing Gyi                                                                                               | Leichtathletik, 20 km Gehen (F)        | 11. August |
|          | Liu Xiaobo                                                                                                | Taekwondo, Klasse ab 80 kg (M)         | 11. August |
|          | Liu Hong                                                                                                  | Leichtathletik, Gehen (F)              | 11. August |

Am 13. August 2012 wurde der belarussischen Kugelstoßerin Nadseja Astaptschuk die Goldmedaille wegen Dopings aberkannt. Die Medaillen von Neuseeland (jetzt Gold), Russland (jetzt Silber) und China (jetzt Bronze) wurden daraufhin aufrückend angepasst. Damit erhielt Gong Lijiao eine Medaille.
Am 1. Mai 2013 wurde bekannt, dass Russlands Diskuswerferin Darja Pischtschalnikowa für zehn Jahre gesperrt und die Silbermedaille aberkannt wurde. Die Medaillen wurden an China und Kuba vergeben. Damit rückte Li Yanfeng vom Bronze- auf den Silberplatz vor.
Im Jahr 2016 wurde die Silbermedaillengewinnerin im Gehen, die Russin Olga Kaniskina, wegen wiederholten Dopingverstößen nachträglich disqualifiziert. An ihre Stelle rückte unter anderem Liu Hong nach, die nun eine Bronzemedaille erhielt.

## Teilnehmer nach Sportarten

### Badminton
| Athleten               | Wettbewerb | Gruppenphase                                                               | Gruppenphase                                              | Gruppenphase | Gruppenphase | Achtelfinale | Achtelfinale | Viertelfinale | Viertelfinale | Halbfinale | Halbfinale | Finale | Finale | Rang   |
| Athleten               | Wettbewerb | Gegner                                                                     | Ergebnis                                                  | Punkte | Rang | Gegner | Ergebnis | Gegner | Ergebnis | Gegner | Ergebnis | Gegner | Ergebnis | Rang   |
| ---------------------- | ---------- | -------------------------------------------------------------------------- | --------------------------------------------------------- | --- | --- | --- | --- | --- | --- | --- | --- | --- | --- | ------ |
| Frauen                 |            |                                                                            |                                                           | | | | | | | | | | |        |
| Li Xuerui              | Einzel     | C. Rivero C. Marín                                                         | 2:0 (21:5, 21:6) 2:0 (21:13, 21:11)                       | 4:0 (84:35) | 1 | Tai T. | 2:0 (21:16, 23:21) | Yip P. Y. | 2:0 (21:12, 22:20) | Wang X. | 2:0 (22:20, 21:18) | Wang Y. | 2:1 (21:15, 21:23, 21:17)                                                                                                | Gold   |
| Wang Xin               | Einzel     | R. Wang                                                                    | 2:0 (21:8, 21:6)                                          | – | – | A. Firdasari | 2:0 (21:15, 21:8) | R. Intanon | 2:1 (17:21, 21:18, 21:14)                                                                                                | Li X. | 0:2 (20:22, 18:21) | S. Nehwal | Spiel um Platz 3 0:2 (RET) (21:18, 1:0)                                                                                  | 4.     |
| Wang Yihan             | Einzel     | M. Li                                                                      | 2:0 (21:8, 21:16)                                         | – | – | Bae Y. | 2:1 (15:21, 21:14, 21:14)                                                                                                | Cheng S.-c. | 2:0 (21:14, 21:11) | S. Nehwal | 2:0 (21:13, 21:13) | Li X. | 1:2 (15:21, 23:11, 17:21)                                                                                                | Silber |
| Tian Qing Zhao Yunlei  | Doppel     | Poon L. Y. Tse Y. S. M. Maeda S. Suetsuna C. Pedersen K. Rytter Juhl       | 2:0 (21:11, 21:12) 2:0 (21:16, 21:17) 0:2 (20:22, 12:21)  | 4:2 (116:99) | 1 | – | – | Cheng W.-h. Chien Y.-c.                                                                                                  | 2:0 (21:10, 21:14) | W. Sorokina N. Wislowa                                                                                                   | 2:0 (21:19, 21:6) | M. Fujii R. Kakiiwa | 2:0 (21:10, 25:23) | Gold   |
| Wang Xiaoli Yu Yang    | Doppel     | A. Bruce Michelle Li W. Sorokina N. Wislowa Jung K. Kim H.                 | 0:2* (0:21, 0:21)* 0:2* (0:21, 0:21)* 0:2* (14:21, 11:21) | disqualifiziert * alle Spielergebnisse wurden mit 0:21 gewertet in Klammern – soweit möglich – das tatsächliche Ergebnis | disqualifiziert * alle Spielergebnisse wurden mit 0:21 gewertet in Klammern – soweit möglich – das tatsächliche Ergebnis | disqualifiziert * alle Spielergebnisse wurden mit 0:21 gewertet in Klammern – soweit möglich – das tatsächliche Ergebnis | disqualifiziert * alle Spielergebnisse wurden mit 0:21 gewertet in Klammern – soweit möglich – das tatsächliche Ergebnis | disqualifiziert * alle Spielergebnisse wurden mit 0:21 gewertet in Klammern – soweit möglich – das tatsächliche Ergebnis | disqualifiziert * alle Spielergebnisse wurden mit 0:21 gewertet in Klammern – soweit möglich – das tatsächliche Ergebnis | disqualifiziert * alle Spielergebnisse wurden mit 0:21 gewertet in Klammern – soweit möglich – das tatsächliche Ergebnis | disqualifiziert * alle Spielergebnisse wurden mit 0:21 gewertet in Klammern – soweit möglich – das tatsächliche Ergebnis | disqualifiziert * alle Spielergebnisse wurden mit 0:21 gewertet in Klammern – soweit möglich – das tatsächliche Ergebnis | disqualifiziert * alle Spielergebnisse wurden mit 0:21 gewertet in Klammern – soweit möglich – das tatsächliche Ergebnis | DSQ    |
| Männer                 |            |                                                                            |                                                           | | | | | | | | | | |        |
| Chen Jin               | Einzel     | P. Wacha                                                                   | 2:0 (21:15, 21:8)                                         | – | – | M. Zwiebler | 2:1 (19:21, 21:12, 21:9)                                                                                                 | Lee H. | 0:2 (15:21, 16:21) | ausgeschieden | ausgeschieden | ausgeschieden | ausgeschieden | 5–8    |
| Chen Long              | Einzel     | B. Ponsana                                                                 | 2:0 (21:12, 21:17)                                        | – | – | Wong W. K. | 2:0 (21:17, 21:17) | P. Gade | 2:0 (21:16, 21:13) | Lee C. W. | 0:2 (8:21, 14:21) | Lee H. | Spiel um Platz 3 2:1 (21:12, 15:21, 21:15)                                                                               | Bronze |
| Lin Dan                | Einzel     | S. Evans                                                                   | 2:0 (21:8, 21:14)                                         | – | – | T. Hidayat | 2:0 (21:9, 21:12) | S. Sasaki | 2:1 (21:12, 16:21, 21:16)                                                                                                | Lee H. | 2:0 (21:12, 21:10) | Lee C. W. | 2:1 (15:21, 21:10, 21:19)                                                                                                | Gold   |
| Cai Yun Fu Haifeng     | Doppel     | R. J. Smith G. Warfe I. Kindervater J. Schöttler Fang C. -m. Lee S.-m.     | 2:0 (21:16, 21:13) 2:0 (22:20, 21:16) 2:0 (21:19, 21:13)  | 6:0 (127:97) | 1 | – | – | Chai B. Guo Z. | 2:0 (21:15, 21:19) | Koo K. K. Tan B. H. | 2:0 (21:15, 21:19) | M. Boe C. Mogensen | 2:0 (21:16, 21:16) | Gold   |
| Chai Biao Guo Zhendong | Doppel     | D. James W. Viljoen W. Iwanow I. Sosonow M. Boe C. Mogensen                | 2:0 (21:8, 21:13) 2:0 (23:21, 21:15) 0:2 (14:21, 19:21)   | 4:2 (119:109) | 2 | – | – | Cai Y. Fu H. | 0:2 (15:21, 19:21) | ausgeschieden | ausgeschieden | ausgeschieden | ausgeschieden | 5–8    |
| Mixed                  |            |                                                                            |                                                           | | | | | | | | | | |        |
| Ma Jin Xu Chen         | Doppel     | W. H. Cheng H. L. Chen S. Thungthongkam S. Prapakamol P. S. Chan L. Y. Goh | 2:0 (21:16, 22:20) 2:0 (21:19, 21:12) 2:0 (21:14, 21:8)   | 6:0 (127:89) | 1 | – | – | R. Mateusiak N. Zieba | 2:1 (19:21, 21:16, 23:21)                                                                                                | L. Natsir T. Ahmad | 2:1 (21:23, 21:18, 21:13)                                                                                                | Z. Nan Z. Yunlei | 0:2 (11:21, 17:21) | Silber |
| Zhang Nan Zhao Yunlei  | Doppel     | C. Adcock I. Bankier A. Nikolaenko W. Sorokina M. Fuchs B. Michels         | 2:0 (21:13, 21:14) 2:0 (21:9, 21:18) 2:0 (21:6, 21:7)     | 6:0 (126:67) | 1 | – | – | T. Laybourn K. R. Juhl                                                                                                   | 2:0 (21:13, 21:17) | C. Pedersen J. Fischer                                                                                                   | 2:1 (17:21, 21:17, 21:19)                                                                                                | Ma Jin Xu Chen | 2:0 (21:11, 21:17) | Gold   |

### Basketball
| Wettbewerb    | Frauen | Männer |
| ------------- | --- | --- |
| Athleten      | Chen Nan Chen Xiaoli Gao Song Guan Xin Ji Yanyan Li Shanshan Ma Zengyu Miao Lijie Song Xiaoyun Wei Wei Zhang Fan Zhao Shuang | Chen Jianghua Ding Jinhui Guo Ailun Liu Wei Sun Yue Wang Shipeng Wang Zhizhi Yi Jianlian Yi Li Zhang Zhaoxu Zhou Peng Zhu Fangyu |
| Trainer       | Sun Fengwu | Bob Donewald |
| Gruppenphase  | Tschechien (66:57) Kroatien (83:58) Angola (76:52) Türkei (55:82) USA (66:114)                                               | Spanien (81:97) Russland (54:73) Australien (61:81) Brasilien (59:98) Großbritannien (58:90)                                     |
| Viertelfinale | Australien (60:75) | ausgeschieden |
| Halbfinale    | ausgeschieden | ausgeschieden |
| Finale        | ausgeschieden | ausgeschieden |
| Platzierung   | – | – |

### Beachvolleyball
| Athleten             | Gruppenphase                                                                 | Gruppenphase                                                                  | Gruppenphase | Gruppenphase | Achtelfinale             | Achtelfinale       | Viertelfinale              | Viertelfinale      | Halbfinale              | Halbfinale         | Finale                  | Finale                                     | Rang |
| Athleten             | Gegner                                                                       | Ergebnis                                                                      | Punkte       | Rang         | Gegner                   | Ergebnis           | Gegner                     | Ergebnis           | Gegner                  | Ergebnis           | Gegner                  | Ergebnis                                   | Rang |
| -------------------- | ---------------------------------------------------------------------------- | ----------------------------------------------------------------------------- | ------------ | ------------ | ------------------------ | ------------------ | -------------------------- | ------------------ | ----------------------- | ------------------ | ----------------------- | ------------------------------------------ | ---- |
| Frauen               |                                                                              |                                                                               |              |              |                          |                    |                            |                    |                         |                    |                         |                                            |      |
| Xue Chen Zhang Xi    | A. Wassina / A. Wosakowa S. Kuhn / N. Zumkehr V. Arvaniti / M. Tsiartsiani   | 1:2 (21:18, 14:21, 14:16) 2:1 (21:18, 16:21, 15:8) 2:0 (21:17, 21:16)         | 5            | 1            | J. Ukolowa J. Chomjakowa | 2:0 (21:12, 21:11) | D. Schwaiger St. Schwaiger | 2:0 (21:18, 21:11) | M. May-Treanor K. Walsh | 0:2 (20:22, 20:22) | L. França J. Felisberta | Spiel um Platz 3 1:2 (21:11, 19:21, 12:15) | 4    |
| Männer               |                                                                              |                                                                               |              |              |                          |                    |                            |                    |                         |                    |                         |                                            |      |
| Wu Penggen Xu Linyin | S. Heyer / S. Chevallier J. Brink / J. Reckermann S. Prokopjew / K. Semjonow | 1:2 (21:18, 16:21, 12:15) 1:2 (21:18, 16:21, 12:15) 1:2 (27:29, 21:17, 12:15) | 3            | 4            | ausgeschieden            | ausgeschieden      | ausgeschieden              | ausgeschieden      | ausgeschieden           | ausgeschieden      | ausgeschieden           | ausgeschieden                              | 19   |

### Bogenschießen
- Einzel

| Athleten      | Qualifikation | 1. Runde                              | 2. Runde                           | Achtelfinale                         | Viertelfinale            | Halbfinale               | Finale                                            | Rang           |
| Frauen        | Frauen        | Frauen                                | Frauen                             | Frauen                               | Frauen                   | Frauen                   | Frauen                                            | Frauen         |
| ------------- | ------------- | ------------------------------------- | ---------------------------------- | ------------------------------------ | ------------------------ | ------------------------ | ------------------------------------------------- | -------------- |
| Cheng Ming    | 651 Platz 20  | Venezuela Leidys Brito 6:4            | Mexiko Alejandra Valencia 7:1      | Vereinigte Staaten Khatuna Lorig 3:7 | ausgeschieden            | ausgeschieden            | ausgeschieden                                     | 9              |
| Fang Yuting   | 649 Platz 25  | Indonesien Ika Yuliana Rochmawati 4:6 | ausgeschieden                      | ausgeschieden                        | ausgeschieden            | ausgeschieden            | ausgeschieden                                     | 33             |
| Xu Jing       | 646 Platz 27  | Polen Natalia Lesniak 6:2             | Japan Miki Kanie 0:6               | ausgeschieden                        | ausgeschieden            | ausgeschieden            | ausgeschieden                                     | 17             |
| Männer        |               |                                       |                                    |                                      |                          |                          |                                                   |                |
| Dai Xiaoxiang | 678 Platz 7   | Slowenien Klemen Štrajhar 6:0         | Mexiko Luis Eduardo Vélez 6:0      | Australien Taylor Worth 6:5          | Südkorea Kim Bub-min 6:5 | Südkorea Oh Jin-hyek 5:6 | Niederlande Rick van der Ven Spiel um Platz 3 6:5 | Bronzemedaille |
| Liu Zhaowu    | 668 Platz 22  | Ukraine Wiktor Ruban 5:6              | ausgeschieden                      | ausgeschieden                        | ausgeschieden            | ausgeschieden            | ausgeschieden                                     | 33             |
| Xing Yu       | 673 Platz 13  | Deutschland Camilo Mayr 6:0           | Malaysia Khairul Anuar Mohamad 5:6 | ausgeschieden                        | ausgeschieden            | ausgeschieden            | ausgeschieden                                     | 17             |

- Mannschaft

| Athleten                         | Qualifikation | Qualifikation | Achtelfinale | Achtelfinale | Viertelfinale      | Viertelfinale | Halbfinale    | Halbfinale    | Finale        | Finale        | Rang           |        |
| Athleten                         | Ringe         | Rang          | Gegner       | Ergebnis     | Gegner             | Ergebnis      | Gegner        | Ergebnis      | Gegner        | Ergebnis      | Rang           |        |
| Frauen                           | Frauen        | Frauen        | Frauen       | Frauen       | Frauen             | Frauen        | Frauen        | Frauen        | Frauen        | Frauen        | Frauen         | Frauen |
| -------------------------------- | ------------- | ------------- | ------------ | ------------ | ------------------ | ------------- | ------------- | ------------- | ------------- | ------------- | -------------- | ------ |
| Cheng Ming Fang Yuting Xu Jing   | 1946          | 7             | Italien      | 200:199      | Vereinigte Staaten | 218:213       | Russland      | 208:207       | Südkorea      | 209:210       | Silbermedaille |        |
| Männer                           |               |               |              |              |                    |               |               |               |               |               |                |        |
| Dai Xiaoxiang Liu Zhaowu Xing Yu | 2019          | 3             | Italien      | 216:220      | ausgeschieden      | ausgeschieden | ausgeschieden | ausgeschieden | ausgeschieden | ausgeschieden | 7              |        |

### Boxen
- Frauen

| Athleten   | Wettbewerb                 | Runde der letzten 16 | Runde der letzten 16       | Viertelfinale       | Viertelfinale              | Halbfinale          | Halbfinale                 | Finale        | Finale                    | Rang           |
| Athleten   | Wettbewerb                 | Gegner               | Ergebnis                   | Gegner              | Ergebnis                   | Gegner              | Ergebnis                   | Gegner        | Ergebnis                  | Rang           |
| ---------- | -------------------------- | -------------------- | -------------------------- | ------------------- | -------------------------- | ------------------- | -------------------------- | ------------- | ------------------------- | -------------- |
| Ren Cancan | Fliegengewicht 48–51 kg    | Freilos              | Freilos                    | Jelena Saweljewa    | 12:9 (3:2, 3:2, 3:2, 3:3)  | Marlene Esparza     | 10:8 (3:2, 4:2, 1:2, 2:2)  | Nicola Adams  | 7:16 (2:4, 2:5, 1:5, 2:2) | Silbermedaille |
| Dong Cheng | Halbweltergewicht 57–60 kg | Mihaela Lacatus      | 10:5 (3:0, 2:2, 2:2, 2:1)  | Mawsuna Tschorijewa | 8:13 (2:2, 1:2, 3:4, 2:5)  | ausgeschieden       | ausgeschieden              | ausgeschieden | ausgeschieden             | 5              |
| Li Jinzi   | Halbschwergewicht 69–75 kg | Roseli Feitosa       | 19:14 (4:2, 4:3, 5:2, 6:7) | Mary Spencer        | 17:14 (2:3, 5:2, 3:3, 7:6) | Nadeschda Torlopowa | 10:12 (4:3, 2:3, 2:4, 2:2) | ausgeschieden | ausgeschieden             | Bronzemedaille |

- Männer

| Athleten              | Klasse                        | Runde der letzten 32                  | Runde der letzten 16                      | Viertelfinale                            | Halbfinale                         | Finale                                 | Rang         |
| --------------------- | ----------------------------- | ------------------------------------- | ----------------------------------------- | ---------------------------------------- | ---------------------------------- | -------------------------------------- | ------------ |
| Zou Shiming           | Halbfliegengewicht bis 49 kg  | Freilos                               | Yosbany Veitia Soto 14:11 (4:3, 4:3, 6:5) | Birschan Schaqypow 13:10 (3:3, 5:3, 5:3) | Paddy Barnes 15:15 (8:5, 3:3, 4:7) | Kaew Pongprayoon 13:10 (2:1, 4:3, 7:6) | Goldmedaille |
| Liu Qiang             | Leichtgewicht bis 60 kg       | Luke Jackson 20:7 (4:1, 6:2, 10:4)    | Yasniel Toledo 10:14 (2:3, 3:4, 5:7)      | ausgeschieden                            | ausgeschieden                      | ausgeschieden                          | 9            |
| Maimaitituersun Qiong | Weltergewicht bis 69 kg       | Andrei Samkowoi 11:16 (4:5, 5:6, 2:5) | ausgeschieden                             | ausgeschieden                            | ausgeschieden                      | ausgeschieden                          | -            |
| Meng Fanlong          | Halbschwergewicht bis 81 kg   | Ahmed Barki 17:8 (4:2, 6:2, 7:4)      | Yamaguchi Falcão 17:17 (6:5, 5:6, 6:6)    | ausgeschieden                            | ausgeschieden                      | ausgeschieden                          | 9            |
| Wang Xuanxuan         | Schwergewicht bis 91 kg       | keine Angabe                          | Terwel Pulew 7:10 (2:5, 2:2, 3:3)         | ausgeschieden                            | ausgeschieden                      | ausgeschieden                          | 9            |
| Zhang Zhilei          | Superschwergewicht über 91 kg | keine Angabe                          | Johan Linde Technischer Knockout          | Anthony Joshua 11:15 (1:3, 6:8, 4:4)     | ausgeschieden                      | ausgeschieden                          | 5            |

### Fechten
- Einzel

| Athleten      | Wettbewerb   | Runde der letzten 64     | Runde der letzten 32                 | Runde der letzten 16               | Viertelfinale                          | Halbfinale                      | Finale                               | Rang           |
| Frauen        | Frauen       | Frauen                   | Frauen                               | Frauen                             | Frauen                                 | Frauen                          | Frauen                               | Frauen         |
| ------------- | ------------ | ------------------------ | ------------------------------------ | ---------------------------------- | -------------------------------------- | ------------------------------- | ------------------------------------ | -------------- |
| Chen Jinyan   | Florett      | Freilos                  | Polen Malgorzata Wojtkowiak 15:8     | Italien Valentina Vezzali 6:15     | ausgeschieden                          | ausgeschieden                   | ausgeschieden                        | 14             |
| Sun Yujie     | Degen        | Freilos                  | Deutschland Imke Duplitzer 15:10     | Schweiz Tiffany Géroudet 15:10     | Italien Rossella Fiamingo 15:14        | Ukraine Jana Schemjakina 13:14  | ausgeschieden                        | Bronzemedaille |
| Luo Xiaojuan  | Degen        | Freilos                  | Tunesien Sarra Besbes 9:15           | ausgeschieden                      | ausgeschieden                          | ausgeschieden                   | ausgeschieden                        | 17             |
| Li Na         | Degen        | Freilos                  | Ukraine Ksenija Panteljejewa 15:10   | Deutschland Britta Heidemann 13:14 | ausgeschieden                          | ausgeschieden                   | ausgeschieden                        | 9              |
| Zhu Min       | Säbel Einzel | keine Angabe             | Rumänien Bianca Pascu 15:10          | Russland Julija Gawrilowa 15:11    | Vereinigte Staaten Mariel Zagunis 6:15 | ausgeschieden                   | ausgeschieden                        | 7              |
| Chen Xiaodong | Säbel Einzel | keine Angabe             | Tunesien Amira Ben Chaabane 15:12    | Italien Irene Vecchi 10:15         | ausgeschieden                          | ausgeschieden                   | ausgeschieden                        | 11             |
| Männer        |              |                          |                                      |                                    |                                        |                                 |                                      |                |
| Lei Sheng     | Florett      | Freilos                  | Libanon Zain Shaito 15:2             | Österreich Roland Schlosser 15:9   | Frankreich Victor Sintès 15:6          | Italien Valerio Aspromonte 15:8 | Ägypten Alaaeldin Abouelkassem 15:13 | Goldmedaille   |
| Ma Jianfei    | Florett      | Freilos                  | Mexiko Daniel Gómez 15:9             | Russland Artur Achmatchusin 15:11  | Südkorea Choi Byung-chul 13:15         | ausgeschieden                   | ausgeschieden                        | 7              |
| Zhu Jun       | Florett      | Libanon Zain Shaito 15:2 | Südkorea Choi Byung-chul 13:15       | ausgeschieden                      | ausgeschieden                          | ausgeschieden                   | ausgeschieden                        | 27             |
| Li Guojie     | Degen        | keine Angabe             | Vereinigte Staaten Weston Kelsey 7:8 | ausgeschieden                      | ausgeschieden                          | ausgeschieden                   | ausgeschieden                        | 21             |
| Wang Jingzhi  | Säbel Einzel | Freilos                  | Südkorea Won Woo-young 6:15          | ausgeschieden                      | ausgeschieden                          | ausgeschieden                   | ausgeschieden                        | 27             |
| Zhong Man     | Säbel Einzel | Freilos                  | Südkorea Kim Jung-hwan 15:14         | Ungarn Áron Szilágyi 10:15         | ausgeschieden                          | ausgeschieden                   | ausgeschieden                        | 15             |
| Liu Xiao      | Säbel Einzel | Freilos                  | Italien Diego Occhiuzzi 9:15         | ausgeschieden                      | ausgeschieden                          | ausgeschieden                   | ausgeschieden                        | 23             |

- Mannschaft

| Athleten                                      | Wettbewerb | Runde der letzten 16 | Runde der letzten 16 | Viertelfinale | Viertelfinale | Halbfinale         | Halbfinale              | Finale      | Finale                 | Rang         |
| Athleten                                      | Wettbewerb | Gegner               | Ergebnis             | Gegner        | Ergebnis      | Gegner             | Ergebnis                | Gegner      | Ergebnis               | Rang         |
| Frauen                                        | Frauen     | Frauen               | Frauen               | Frauen        | Frauen        | Frauen             | Frauen                  | Frauen      | Frauen                 | Frauen       |
| --------------------------------------------- | ---------- | -------------------- | -------------------- | ------------- | ------------- | ------------------ | ----------------------- | ----------- | ---------------------- | ------------ |
| Li Na Luo Xiaojuan Sun Yujie                  | Degen      | keine Angabe         | keine Angabe         | Deutschland   | 45:42         | Russland           | 20:19                   | Südkorea    | 39:25                  | Goldmedaille |
| Männer                                        |            |                      |                      |               |               |                    |                         |             |                        |              |
| Lei Sheng Ma Jianfei Zhu Jun Zhang Liangliang | Florett    | Freilos              | Freilos              | Japan         | 30:45         | Russland           | Platzierungsspiel 40:45 | Frankreich  | Spiel um Platz 7 45:33 | 7            |
| Liu Xiao Wang Jingzhi Zhong Man Jiang Kelü    | Säbel      | keine Angabe         | keine Angabe         | Rumänien      | 30:45         | Vereinigte Staaten | Platzierungsspiel 45:28 | Deutschland | Spiel um Platz 5 30:45 | 6            |

### Gewichtheben
Legende: WR = Weltrekord, OR = Olympischer Rekord
| Athleten      | Klasse     | Reißen                | Reißen                | Stoßen                | Stoßen                | Zweikampf             | Zweikampf             | Rang                  |
| Athleten      | Klasse     | Gewicht               | Rang                  | Gewicht               | Rang                  | Gewicht               | Rang                  | Rang                  |
| Frauen        | Frauen     | Frauen                | Frauen                | Frauen                | Frauen                | Frauen                | Frauen                | Frauen                |
| ------------- | ---------- | --------------------- | --------------------- | --------------------- | --------------------- | --------------------- | --------------------- | --------------------- |
| Wang Mingjuan | 48 kg      | 91 kg                 | 1                     | 114 kg                | 1                     | 205 kg                | 1                     | Goldmedaille          |
| Zhou Jun      | 53 kg      | Kein gültiger Versuch | Kein gültiger Versuch | Kein gültiger Versuch | Kein gültiger Versuch | Kein gültiger Versuch | Kein gültiger Versuch | Kein gültiger Versuch |
| Li Xueying    | 58 kg      | 108 kg                | 1                     | 138 kg                | 1                     | 246 kg                | 1                     | Goldmedaille          |
| Zhou Lulu     | Über 75 kg | 146 kg                | 2                     | 187 kg                | 1                     | 333 kg                | 1                     | Goldmedaille          |
| Männer        |            |                       |                       |                       |                       |                       |                       |                       |
| Wu Jingbiao   | 56 kg      | 133 kg                | 1                     | 156 kg                | 5                     | 289 kg                | 2                     | Silbermedaille        |
| Zhang Jie     | 62 kg      | 140 kg                | 3                     | 174 kg                | 2                     | 314 kg                | 4                     | 4                     |
| Lin Qingfeng  | 69 kg      | 157 kg                | 1                     | 187 kg                | 2                     | 344 kg                | 1                     | Goldmedaille          |
| Lu Xiaojun    | 77 kg      | 175 kg                | 1                     | 204 kg                | 1                     | 379 kg                | 1                     | Goldmedaille          |
| Lu Haojie     | 77 kg      | 170 kg                | 2                     | 190 kg                | 5                     | 360 kg                | 2                     | Silbermedaille        |
| Lu Yong       | 85 kg      | 178 kg                | 1                     | Kein gültiger Versuch | Kein gültiger Versuch | Kein gültiger Versuch | Kein gültiger Versuch | Kein gültiger Versuch |

### Hockey
| Wettbewerb        | Frauen |
| ----------------- | --- |
| Athleten          | Cui Qiuxia De Jiaojiao Fu Baorong Gao Lihua Li Hongxia Liang Meiyu Ma Wei Ma Yibo Peng Yang Ren Ye Song Qingling Sun Sinan Wang Mengyu Xu Xiaoxu Zhang Yimeng Zhao Yudiao Li Dongxiao (Ersatz) Tang Chunling (Ersatz) |
| Trainer           | |
| Gruppenphase      | Südkorea 4:0 (1:0) Belgien 0:0 Niederlande 0:1 (0:1) Großbritannien 2:1 (0:0) Japan 1:0 (0:0) |
| Platzierungsspiel | Spiel um Platz 5: Australien 0:2 (0:0) |
| Halbfinale        | ausgeschieden |
| Finale            | ausgeschieden |
| Platzierung       | 6 |

### Judo
- Frauen

| Athleten   | Klasse           | 1. Runde                 | 1. Runde  | 2. Runde          | 2. Runde      | Viertelfinale          | Viertelfinale | Hoffnungsrunde Halbfinale | Hoffnungsrunde Halbfinale | Halbfinale     | Halbfinale    | Hoffnungsrunde Finale | Hoffnungsrunde Finale | Finale        | Finale        | Rang                      |
| Athleten   | Klasse           | Gegner                   | Ergebnis  | Gegner            | Ergebnis      | Gegner                 | Ergebnis      | Gegner                    | Ergebnis                  | Gegner         | Ergebnis      | Gegner                | Ergebnis              | Gegner        | Ergebnis      | Rang                      |
| ---------- | ---------------- | ------------------------ | --------- | ----------------- | ------------- | ---------------------- | ------------- | ------------------------- | ------------------------- | -------------- | ------------- | --------------------- | --------------------- | ------------- | ------------- | ------------------------- |
| Wu Shugen  | 48 kg            | Freilos                  | Freilos   | Lisa Kearney      | 1011-0012     | Sarah Menezes          | 0002-0011     | ausgeschieden             | ausgeschieden             | ausgeschieden  | ausgeschieden | ausgeschieden         | ausgeschieden         | ausgeschieden | ausgeschieden | 7                         |
| He Hongmei | 52 kg            | Priscilla Gneto          | 0012-0111 | ausgeschieden     | ausgeschieden | ausgeschieden          | ausgeschieden | ausgeschieden             | ausgeschieden             | ausgeschieden  | ausgeschieden | ausgeschieden         | ausgeschieden         | ausgeschieden | ausgeschieden | 17                        |
| Wang Hui   | Klasse bis 57 kg | Corina Căprioriu         | 000-102   | ausgeschieden     | ausgeschieden | ausgeschieden          | ausgeschieden | ausgeschieden             | ausgeschieden             | ausgeschieden  | ausgeschieden | ausgeschieden         | ausgeschieden         | ausgeschieden | ausgeschieden | 17                        |
| Xu Lili    | 63 kg            | Mariana Silva            | 0101-0001 | Edwige Gwend      | 0211-0002     | Elisabeth Willeboordse | 100-0001      | -                         | -                         | Joung Da-woon  | 0011-0002     | -                     | -                     | Urška Žolnir  | 0011-010      | Silbermedaille – 2. Platz |
| Chen Fei   | 70 kg            | Katarzyna Kłys           | 1001-000  | Houda Miled       | 100-0001      | Haruka Tachimoto       | 002 (GS)-002  | -                         | -                         | Kerstin Thiele | 0001-000 (GS) | Yuri Alvear           | 0001-011              | ausgeschieden | ausgeschieden | 5                         |
| Yang Xiuli | 78 kg            | Freilos                  | Freilos   | Aye Aye Aung      | 100-000       | Audrey Tcheuméo        | 0001-0101     | Marhinde Verkerk          | 000-000 (GS)              | ausgeschieden  | ausgeschieden | ausgeschieden         | ausgeschieden         | ausgeschieden | ausgeschieden | 7                         |
| Tong Wen   | Über 78 kg       | Vanessa Martina Zambotti | 100-000   | Urszula Sadkowska | 101-000       | Iryna Kindzerska       | 100-000       | -                         | -                         | Idalys Ortíz   | 0001-001      | Maria Suelen Altheman | 100-0001              | ausgeschieden | ausgeschieden | Bronzemedaille – 3. Platz |

- Männer

| Athleten | Klasse | 1. Runde | 1. Runde | 2. Runde      | 2. Runde  | 3. Runde      | 3. Runde      | Viertelfinale | Viertelfinale | Halbfinale    | Halbfinale    | Finale        | Finale        | Rang |
| Athleten | Klasse | Gegner   | Ergebnis | Gegner        | Ergebnis  | Gegner        | Ergebnis      | Gegner        | Ergebnis      | Gegner        | Ergebnis      | Gegner        | Ergebnis      | Rang |
| -------- | ------ | -------- | -------- | ------------- | --------- | ------------- | ------------- | ------------- | ------------- | ------------- | ------------- | ------------- | ------------- | ---- |
| A Lamusi | 60 kg  | Freilos  | Freilos  | Javier Guédez | 000 – 111 | ausgeschieden | ausgeschieden | ausgeschieden | ausgeschieden | ausgeschieden | ausgeschieden | ausgeschieden | ausgeschieden | 17   |

### Kanu

#### Kanurennsport
| Athleten                                        | Wettbewerb | Vorlauf      | Vorlauf | Halbfinale   | Halbfinale | Finale        | Finale        | Rang |
| Athleten                                        | Wettbewerb | Zeit         | Rang    | Zeit         | Rang       | Zeit          | Rang          | Rang |
| ----------------------------------------------- | ---------- | ------------ | ------- | ------------ | ---------- | ------------- | ------------- | ---- |
| Frauen                                          |            |              |         |              |            |               |               |      |
| Zhou Yu                                         | K-1 200 m  | 42,885 s     | 6       | 42,279 s     | 6          | ausgeschieden | ausgeschieden | –    |
| Wu Yanan Zhou Yu                                | K-2 500 m  | 1:43,448 min | 1       | 1:41,863 min | 1          | 1:44,136 min  | 4             | 4    |
| Li Zhangli Liu Haiping Ren Wenjun Yu Lamei      | K-4 500 m  | 1:40,661 min | 4       | 1:34,004 min | 8          | ausgeschieden | ausgeschieden | –    |
| Männer                                          |            |              |         |              |            |               |               |      |
| Zhou Yubo                                       | K-1 200 m  | 38,316 s     | 5       | 39,042 s     | 8          | 40,157 s      | 16            | 16   |
| Li Qiang                                        | C-1 200 m  | 42,004 s     | 3       | 42,149 s     | 3          | 47,295 s      | 16            | 16   |
| Zhou Yubo                                       | K-1 1000 m | 3:36,994 min | 4       | 3:36,163 min | 7          | 3:36,110 min  | 15            | 15   |
| Huang Zhipeng Shen Jie Zhang Hongpeng Zhou Peng | K-4 1000 m | 3:14,234 min | 5       | 3:00,315 min | 8          | ausgeschieden | ausgeschieden | –    |
| Huang Maoxing Li Qiang                          | C-2 1000 m | 3:38,483 min | 3       | 3:37,746 min | 1          | 3:48,930 min  | 8             | 8    |

#### Kanuslalom

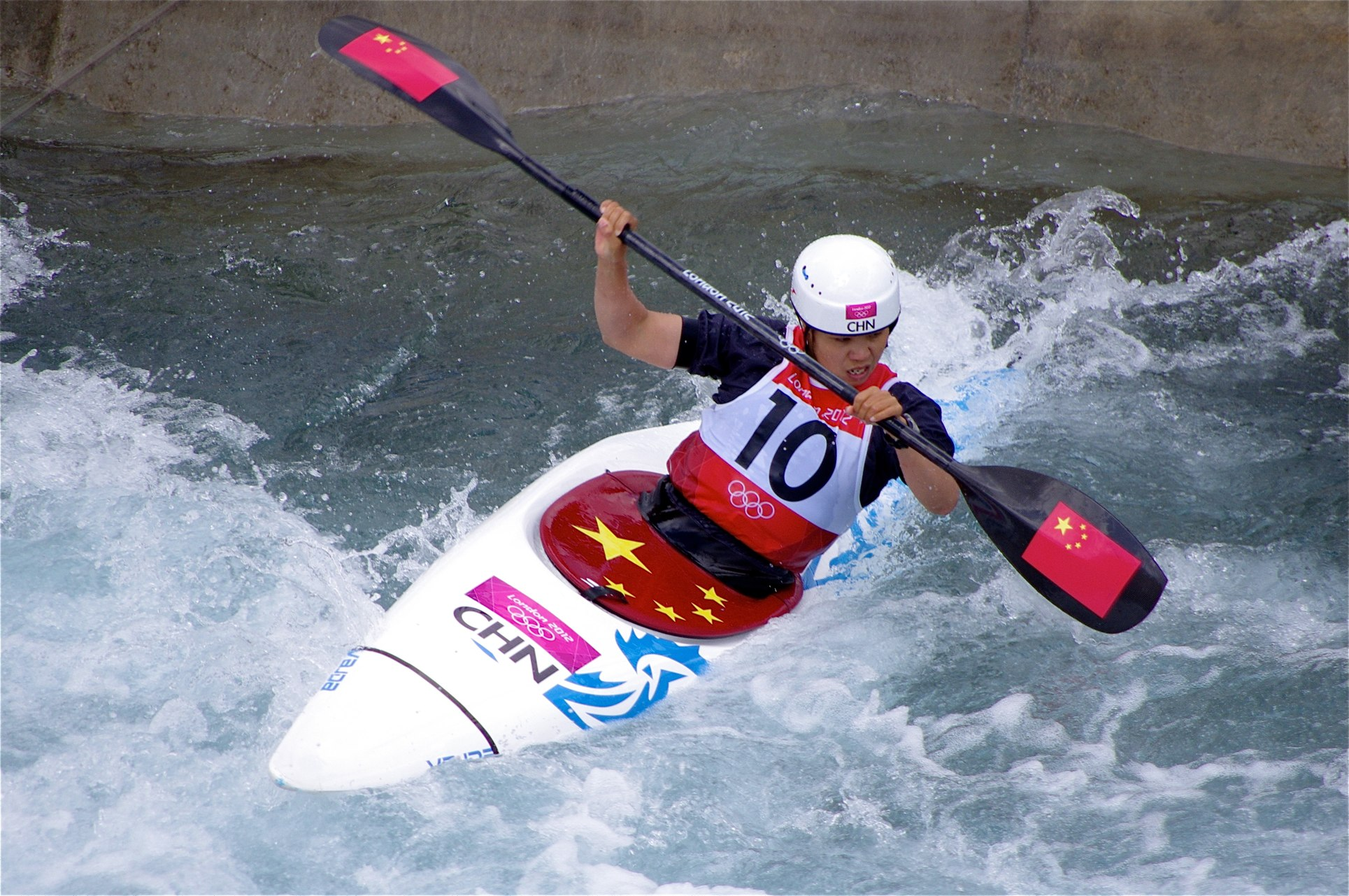
Li Jingjing

| Athleten               | Wettbewerb | Vorlauf  | Vorlauf | Halbfinale    | Halbfinale    | Finale        | Finale        | Rang |
| Athleten               | Wettbewerb | Zeit     | Rang    | Zeit          | Rang          | Zeit          | Rang          | Rang |
| ---------------------- | ---------- | -------- | ------- | ------------- | ------------- | ------------- | ------------- | ---- |
| Frauen                 |            |          |         |               |               |               |               |      |
| Li Jingjing            | K-1        | 108,53 s | 12      | 117,02        | 11            | ausgeschieden | ausgeschieden | 11   |
| Männer                 |            |          |         |               |               |               |               |      |
| Huang Cunguang         | K-1        | 94,40 s  | 17      | ausgeschieden | ausgeschieden | ausgeschieden | ausgeschieden | 17   |
| Teng Zhiqiang          | C-1        | 95,68 s  | 11      | 107,53 s      | 12            | ausgeschieden | ausgeschieden | 12   |
| Hu Minghai Shu Junrong | C-2        | 99,05 s  | 3       | 110,70 s      | 5             | 112,86 s      | 6             | 6    |

### Leichtathletik
Legende: OR = Olympischer Rekord, AS = Asienrekord, NR=Nationalrekord
- Laufen und Gehen

| Athleten                                                               | Wettbewerb        | Vorlauf      | Vorlauf      | 1. Runde      | 1. Runde      | Halbfinale    | Halbfinale    | Finale        | Finale        | Rang           |
| Athleten                                                               | Wettbewerb        | Zeit         | Rang         | Zeit          | Rang          | Zeit          | Rang          | Zeit          | Rang          | Rang           |
| Frauen                                                                 | Frauen            | Frauen       | Frauen       | Frauen        | Frauen        | Frauen        | Frauen        | Frauen        | Frauen        | Frauen         |
| ---------------------------------------------------------------------- | ----------------- | ------------ | ------------ | ------------- | ------------- | ------------- | ------------- | ------------- | ------------- | -------------- |
| Wei Yongli                                                             | 100 m             | Freilos      | Freilos      | 11,48 s       | 40            | ausgeschieden | ausgeschieden | ausgeschieden | ausgeschieden | 40             |
| Zhou Chunxiu                                                           | Marathon          | keine Angabe | keine Angabe | keine Angabe  | keine Angabe  | keine Angabe  | keine Angabe  | 2:35:46       | 58            | 58             |
| Wang Jiali                                                             | Marathon          | keine Angabe | keine Angabe | keine Angabe  | keine Angabe  | keine Angabe  | keine Angabe  | 2:28:21       | 22            | 22             |
| Zhu Xiaolin                                                            | Marathon          | keine Angabe | keine Angabe | keine Angabe  | keine Angabe  | keine Angabe  | keine Angabe  | 2:24:48       | 6             | 6              |
| Li Zhenzhu                                                             | 3000 m Hindernis  | keine Angabe | keine Angabe | 9:34,29 min   | 19            | keine Angabe  | keine Angabe  | ausgeschieden | ausgeschieden | 19             |
| Yin Anna                                                               | 3000 m Hindernis  | keine Angabe | keine Angabe | 10:09,10 min  | 42            | keine Angabe  | keine Angabe  | ausgeschieden | ausgeschieden | 42             |
| Sun Yawei                                                              | 100 m Hürden      | keine Angabe | keine Angabe | 13,26 s       | 25            | ausgeschieden | ausgeschieden | ausgeschieden | ausgeschieden | 25             |
| Huang Xiaoxiao                                                         | 400 m Hürden      | keine Angabe | keine Angabe | 56,29 s       | 24            | ausgeschieden | ausgeschieden | ausgeschieden | ausgeschieden | 24             |
| Liu Hong                                                               | 20 km Gehen       | keine Angabe | keine Angabe | keine Angabe  | keine Angabe  | keine Angabe  | keine Angabe  | 1:26:00       | 4             | 4              |
| Lü Xiuzhi                                                              | 20 km Gehen       | keine Angabe | keine Angabe | keine Angabe  | keine Angabe  | keine Angabe  | keine Angabe  | 1:27:10       | 6             | 6              |
| Qoijing Gyi                                                            | 20 km Gehen       | keine Angabe | keine Angabe | keine Angabe  | keine Angabe  | keine Angabe  | keine Angabe  | 1:25:16       | 3             | Bronzemedaille |
| Männer                                                                 |                   |              |              |               |               |               |               |               |               |                |
| Su Bingtian                                                            | 100 m             | Freilos      | Freilos      | 10,19 s       | 19            | ausgeschieden | ausgeschieden | ausgeschieden | ausgeschieden | 19             |
| Xie Zhenye                                                             | 200 m             | keine Angabe | keine Angabe | 20,69 s       | 28            | ausgeschieden | ausgeschieden | ausgeschieden | ausgeschieden | 28             |
| Dong Guojian                                                           | Marathon          | keine Angabe | keine Angabe | keine Angabe  | keine Angabe  | keine Angabe  | keine Angabe  | 2:20:39       | 54            | 54             |
| Li Zicheng                                                             | Marathon          | keine Angabe | keine Angabe | keine Angabe  | keine Angabe  | keine Angabe  | keine Angabe  | nicht beendet | nicht beendet | nicht beendet  |
| Liu Xiang                                                              | 110 m Hürden      | keine Angabe | keine Angabe | nicht beendet | nicht beendet | ausgeschieden | ausgeschieden | ausgeschieden | ausgeschieden | nicht beendet  |
| Shi Dongpeng                                                           | 110 m Hürden      | keine Angabe | keine Angabe | 13,78 s       | 37            | ausgeschieden | ausgeschieden | ausgeschieden | ausgeschieden | 37             |
| Xie Wenjun                                                             | 110 m Hürden      | keine Angabe | keine Angabe | 13,43 s       | 11            | 13,34 s       | 9             | ausgeschieden | ausgeschieden | 9              |
| Cheng Wen                                                              | 400 m Hürden      | keine Angabe | keine Angabe | 50,38 s       | 39            | ausgeschieden | ausgeschieden | ausgeschieden | ausgeschieden | 39             |
| Li Zhilong                                                             | 400 m Hürden      | keine Angabe | keine Angabe | 50,36 s       | =37           | ausgeschieden | ausgeschieden | ausgeschieden | ausgeschieden | 37             |
| Cai Zelin                                                              | 20 km Gehen       | keine Angabe | keine Angabe | keine Angabe  | keine Angabe  | keine Angabe  | keine Angabe  | 1:19:44       | 4             | 4              |
| Chen Ding                                                              | 20 km Gehen       | keine Angabe | keine Angabe | keine Angabe  | keine Angabe  | keine Angabe  | keine Angabe  | 1:18:46       | 1             | Goldmedaille   |
| Wang Zhen                                                              | 20 km Gehen       | keine Angabe | keine Angabe | keine Angabe  | keine Angabe  | keine Angabe  | keine Angabe  | 1:19:25       | 3             | Bronzemedaille |
| Li Jianbo                                                              | 50 km Gehen       | keine Angabe | keine Angabe | keine Angabe  | keine Angabe  | keine Angabe  | keine Angabe  | 3:39:01       | 7             | 7              |
| Si Tianfeng                                                            | 50 km Gehen       | keine Angabe | keine Angabe | keine Angabe  | keine Angabe  | keine Angabe  | keine Angabe  | 3:37:16       | 3             | Bronzemedaille |
| Zhao Jianguo                                                           | 50 km Gehen       | keine Angabe | keine Angabe | keine Angabe  | keine Angabe  | keine Angabe  | keine Angabe  | 3:56:59       | 37            | 37             |
| Guo Fan Lao Yi Liang Jiahong Su Bingtian Zhang Peimeng Zheng Dongsheng | 4 × 100 m Staffel | keine Angabe | keine Angabe | 38,38 s       | 12            | ausgeschieden | ausgeschieden | ausgeschieden | ausgeschieden | 12             |

- Springen und Werfen

| Athleten       | Wettbewerb     | Qualifikation         | Qualifikation         | Finale                | Finale                | Rang                  |
| Athleten       | Wettbewerb     | Weite/Höhe            | Rang                  | Weite/Höhe            | Rang                  | Rang                  |
| Frauen         | Frauen         | Frauen                | Frauen                | Frauen                | Frauen                | Frauen                |
| -------------- | -------------- | --------------------- | --------------------- | --------------------- | --------------------- | --------------------- |
| Zheng Xingjuan | Hochsprung     | 1,90 m                | 18                    | ausgeschieden         | ausgeschieden         | 18                    |
| Li Ling        | Stabhochsprung | 4,25 m                | 30                    | ausgeschieden         | ausgeschieden         | 30                    |
| Li Yanmei      | Dreisprung     | 13,43 m               | 30                    | ausgeschieden         | ausgeschieden         | 30                    |
| Xie Limei      | Dreisprung     | 13,69 m               | 23                    | ausgeschieden         | ausgeschieden         | 23                    |
| Gong Lijiao    | Kugelstoßen    | 19,11 m               | 4                     | 20,22 m               | 3                     | Bronzemedaille        |
| Li Ling        | Kugelstoßen    | 19,23 m               | 3                     | 19,63 m               | 4                     | 4                     |
| Liu Xiangrong  | Kugelstoßen    | 18,96 m               | 5                     | 19,18 m               | 6                     | 6                     |
| Li Yanfeng     | Diskuswurf     | 64,48 m               | 6                     | 67,22 m               | 3                     | Bronzemedaille        |
| Ma Xuejun      | Diskuswurf     | 62,66 m               | 11                    | 61,02 m               | 11                    | 11                    |
| Tan Jian       | Diskuswurf     | kein gültiger Versuch | kein gültiger Versuch | kein gültiger Versuch | kein gültiger Versuch | kein gültiger Versuch |
| Zhang Wenxiu   | Hammerwurf     | 74,53 m               | 2                     | 76,34 m               | 4                     | 4                     |
| Li Lingwei     | Speerwurf      | 56,50 m               | 30                    | ausgeschieden         | ausgeschieden         | 30                    |
| Lü Huihui      | Speerwurf      | 64,45 m               | 5                     | 63,70 m               | 5                     | 5                     |
| Zhang Li       | Speerwurf      | 58,35 m               | 23                    | ausgeschieden         | ausgeschieden         | 23                    |
| Männer         |                |                       |                       |                       |                       |                       |
| Zhang Guowei   | Hochsprung     | 2,21 m                | =21                   | ausgeschieden         | ausgeschieden         | 21                    |
| Yang Yansheng  | Stabhochsprung | 5,35 m                | =20                   | ausgeschieden         | ausgeschieden         | 20                    |
| Li Jinzhe      | Weitsprung     | 7,77 m                | 20                    | ausgeschieden         | ausgeschieden         | 20                    |
| Zhang Xiaoyi   | Weitsprung     | 7,25 m                | 36                    | ausgeschieden         | ausgeschieden         | 36                    |
| Cao Shuo       | Dreisprung     | 16,27 m               | 20                    | ausgeschieden         | ausgeschieden         | 20                    |
| Dong Bin       | Dreisprung     | 16,94 m               | 5                     | 16,75 m               | 10                    | 10                    |
| Qin Qiang      | Speerwurf      | 72,29 m               | 41                    | ausgeschieden         | ausgeschieden         | 41                    |
| Zhang Jun      | Kugelstoßen    | keine Weite           | keine Weite           | ausgeschieden         | ausgeschieden         | -                     |

### Moderner Fünfkampf
| Athleten      | Fechten | Fechten | Schwimmen   | Schwimmen | Reiten           | Reiten | Combined         | Combined | Punkte | Rang           |
| Athleten      | Bilanz  | Punkte  | Zeit        | Punkte    | Zeit             | Punkte | Zeit             | Punkte   | Punkte | Rang           |
| Frauen        | Frauen  | Frauen  | Frauen      | Frauen    | Frauen           | Frauen | Frauen           | Frauen   | Frauen | Frauen         |
| ------------- | ------- | ------- | ----------- | --------- | ---------------- | ------ | ---------------- | -------- | ------ | -------------- |
| Chen Qian     | 21:14   | 904     | 2:17,77 min | 1148      | 85,30 s          | 1120   | 11:52,20 min     | 2152     | 5324   | 5              |
| Miao Yihua    | 20:15   | 880     | 2:19,31 min | 1132      | 81,87 s          | 1136   | 12:26,31 min     | 2016     | 5164   | 14             |
| Männer        |         |         |             |           |                  |        |                  |          |        |                |
| Cao Zhongrong | 25:10   | 1000    | 1:58,93 min | 1376      | 74,62 s          | 1080   | 10:38,02 min     | 2448     | 5904   | Silbermedaille |
| Wang Guan     | 12:23   | 688     | 2:12,13 min | 1216      | nicht angetreten | 0      | nicht angetreten | 0        | 1904   | 36             |

### Radsport

#### Bahn
| Athleten                             | Wettbewerb            | Qualifikation | Qualifikation | Finals                 | Finals                 | Rang           |
| Athleten                             | Wettbewerb            | Zeit          | Rang          | Zeit                   | Rang                   | Rang           |
| ------------------------------------ | --------------------- | ------------- | ------------- | ---------------------- | ---------------------- | -------------- |
| Frauen                               |                       |               |               |                        |                        |                |
| Guo Shuang                           | Sprint                | 11,020 s      | 3             | Rennen um Platz 3: 2:0 | Rennen um Platz 3: 2:0 | Bronzemedaille |
| Guo Shuang                           | Keirin                | -             | 1             | -                      | 3                      | Silbermedaille |
| Gong Jinjie Guo Shuang               | Teamsprint            | 32,447 s      | 1             | degradiert             | degradiert             | Silbermedaille |
| Jiang Fan Jiang Wenwen Liang Jing    | Mannschaftsverfolgung | 3:26,049 min  | 10            | ausgeschieden          | ausgeschieden          | 10             |
| Männer                               |                       |               |               |                        |                        |                |
| Zhang Miao                           | Sprint                | 10,155 s      | 8             | ausgeschieden          | ausgeschieden          | 14             |
| Zhang Miao                           | Keirin                | -             | 6             | ausgeschieden          | ausgeschieden          | 17             |
| Cheng Changsong Zhang Lei Zhang Miao | Teamsprint            | 43,751 s      | 6             | ausgeschieden          | ausgeschieden          | 6              |

Mehrkampf
| Omnium Frauen |          |   |   |    |    |              |    |   |          |   |    |    |
| Huang Li      | 14,571 s | 9 | 2 | 15 | 16 | 3:45,610 min | 13 | 8 | 36,315 s | 6 | 67 | 12 |

#### Straße
| Athleten | Wettbewerb    | Zeit                     | Rang                     |
| -------- | ------------- | ------------------------ | ------------------------ |
| Frauen   |               |                          |                          |
| Liu Xin  | Straßenrennen | außerhalb des Zeitlimits | außerhalb des Zeitlimits |

#### Mountainbike
| Athleten     | Wettbewerb    | Zeit       | Rang |
| ------------ | ------------- | ---------- | ---- |
| Frauen       |               |            |      |
| Shi Qinglan  | Cross-Country | 1:35:28 h  | 12   |
| Männer       |               |            |      |
| Tong Weisong | Cross-Country | überrundet | 41   |

### Rhythmische Sportgymnastik
| Athletinnen | Wettbewerb       | Qualifikation | Qualifikation | Finale        | Finale        | Rang |
| Athletinnen | Wettbewerb       | Punkte        | Rang          | Punkte        | Rang          | Rang |
| ----------- | ---------------- | ------------- | ------------- | ------------- | ------------- | ---- |
| Frauen      |                  |               |               |               |               |      |
| Deng Senyue | Mehrkampf Einzel | 108,825       | 11            | ausgeschieden | ausgeschieden | 11   |

### Ringen
| Athleten                         | Wettbewerb        | 1. Runde                                | 1. Runde                                | Achtelfinale                            | Achtelfinale                            | Viertelfinale                           | Viertelfinale                           | Halbfinale                              | Halbfinale                              | Hoffnungsrunde Viertelfinale            | Hoffnungsrunde Viertelfinale            | Hoffnungsrunde Halbfinale               | Hoffnungsrunde Halbfinale               | Hoffnungsrunde Finale                   | Hoffnungsrunde Finale                   | Finale                                  | Finale                                  | Rang                                    |
| Athleten                         | Wettbewerb        | Gegner                                  | Ergebnis                                | Gegner                                  | Ergebnis                                | Gegner                                  | Ergebnis                                | Gegner                                  | Ergebnis                                | Gegner                                  | Ergebnis                                | Gegner                                  | Ergebnis                                | Gegner                                  | Ergebnis                                | Gegner                                  | Ergebnis                                | Rang                                    |
| -------------------------------- | ----------------- | --------------------------------------- | --------------------------------------- | --------------------------------------- | --------------------------------------- | --------------------------------------- | --------------------------------------- | --------------------------------------- | --------------------------------------- | --------------------------------------- | --------------------------------------- | --------------------------------------- | --------------------------------------- | --------------------------------------- | --------------------------------------- | --------------------------------------- | --------------------------------------- | --------------------------------------- |
| Freistil Frauen                  |                   |                                         |                                         |                                         |                                         |                                         |                                         |                                         |                                         |                                         |                                         |                                         |                                         |                                         |                                         |                                         |                                         |                                         |
| Zhao Shasha                      | Klasse bis 48 kg  | Clarissa Chun                           | 0:3                                     | ausgeschieden                           | ausgeschieden                           | ausgeschieden                           | ausgeschieden                           | ausgeschieden                           | ausgeschieden                           | ausgeschieden                           | ausgeschieden                           | ausgeschieden                           | ausgeschieden                           | ausgeschieden                           | ausgeschieden                           | ausgeschieden                           | ausgeschieden                           | 18                                      |
| Jing Ruixue                      | Klasse bis 63 kg  | Freilos                                 | Freilos                                 | Choe Un-gyong                           | 3:1                                     | Monika Ewa Michalik                     | 3:0                                     | Ljubow Wolossowa                        | 3:1                                     | –                                       | –                                       | –                                       | –                                       | –                                       | –                                       | Kaori Ichō                              | 0:3                                     | Silber                                  |
| Wang Jiao                        | Klasse bis 72 kg  | Freilos                                 | Freilos                                 | Amarachi Obiajunwa                      | 5:0                                     | Swetlana Sajenko                        | 5:0                                     | Natalja Worobjowa                       | 0:5                                     | –                                       | –                                       | –                                       | –                                       | Güzäl Mänürowa                          | 1:3                                     | ausgeschieden                           | ausgeschieden                           | 5                                       |
| griechisch-römischer Stil Männer |                   |                                         |                                         |                                         |                                         |                                         |                                         |                                         |                                         |                                         |                                         |                                         |                                         |                                         |                                         |                                         |                                         |                                         |
| Li Shujin                        | Klasse bis 55 kg  | Wugar Ragimow                           | 3:1                                     | Alexandar Kostadinow                    | 3:1                                     | Rövşən Bayramov                         | 0:3                                     | ausgeschieden                           | ausgeschieden                           | ausgeschieden                           | ausgeschieden                           | ausgeschieden                           | ausgeschieden                           | ausgeschieden                           | ausgeschieden                           | ausgeschieden                           | ausgeschieden                           | 7                                       |
| Sheng Jiang                      | Klasse bis 60 kg  | Omid Noroozi                            | 1:3                                     | ausgeschieden                           | ausgeschieden                           | ausgeschieden                           | ausgeschieden                           | ausgeschieden                           | ausgeschieden                           | Iwo Angelow                             | 1:3                                     | ausgeschieden                           | ausgeschieden                           | ausgeschieden                           | ausgeschieden                           | ausgeschieden                           | ausgeschieden                           | 10                                      |
| Liu Deli                         | Klasse bis 120 kg | Mihály Bárdos                           | 1:3                                     | ausgeschieden                           | ausgeschieden                           | ausgeschieden                           | ausgeschieden                           | ausgeschieden                           | ausgeschieden                           | ausgeschieden                           | ausgeschieden                           | ausgeschieden                           | ausgeschieden                           | ausgeschieden                           | ausgeschieden                           | ausgeschieden                           | ausgeschieden                           | 13                                      |
| Freistil Männer                  |                   |                                         |                                         |                                         |                                         |                                         |                                         |                                         |                                         |                                         |                                         |                                         |                                         |                                         |                                         |                                         |                                         |                                         |
| Zhang Chongyao                   | Klasse bis 74 kg  | Freilos                                 | Freilos                                 | Gábor Hatos                             | 0:3                                     | ausgeschieden                           | ausgeschieden                           | ausgeschieden                           | ausgeschieden                           | ausgeschieden                           | ausgeschieden                           | ausgeschieden                           | ausgeschieden                           | ausgeschieden                           | ausgeschieden                           | ausgeschieden                           | ausgeschieden                           | 17                                      |
| Liang Lei                        | Klasse bis 120 kg | wegen einer Verletzung nicht angetreten | wegen einer Verletzung nicht angetreten | wegen einer Verletzung nicht angetreten | wegen einer Verletzung nicht angetreten | wegen einer Verletzung nicht angetreten | wegen einer Verletzung nicht angetreten | wegen einer Verletzung nicht angetreten | wegen einer Verletzung nicht angetreten | wegen einer Verletzung nicht angetreten | wegen einer Verletzung nicht angetreten | wegen einer Verletzung nicht angetreten | wegen einer Verletzung nicht angetreten | wegen einer Verletzung nicht angetreten | wegen einer Verletzung nicht angetreten | wegen einer Verletzung nicht angetreten | wegen einer Verletzung nicht angetreten | wegen einer Verletzung nicht angetreten |

### Rudern
| Athleten                                        | Wettbewerb                  | Vorlauf     | Vorlauf | Hoffnungslauf | Hoffnungslauf | Viertelfinale | Viertelfinale | Halbfinale  | Halbfinale | Finale      | Finale | Rang           |
| Athleten                                        | Wettbewerb                  | Zeit        | Rang    | Zeit          | Rang          | Zeit          | Rang          | Zeit        | Rang       | Zeit        | Rang   | Rang           |
| ----------------------------------------------- | --------------------------- | ----------- | ------- | ------------- | ------------- | ------------- | ------------- | ----------- | ---------- | ----------- | ------ | -------------- |
| Frauen                                          |                             |             |         |               |               |               |               |             |            |             |        |                |
| Zhang Xiuyun                                    | Einer                       | 7:21,49 min | 1       | –             | –             | 7:39,58 min   | 1             | 7:45,58 min | 2          | 8:03,10 min | 6      | 6              |
| Gao Yulan Zhang Yage                            | Zweier                      | 7:13,38 min | 3       | 7:15,18 min   | 3             | –             | –             | –           | –          | 7:55,18 min | 7      | 7              |
| Wang Min Zhu Weiwei                             | Doppelzweier                | 6:50,64 min | 3       | 7:09,65 min   | 1             | –             | –             | –           | –          | 7:08,92 min | 4      | 4              |
| Jin Ziwei Tang Bin Tian Liang Zhang Yangyang    | Doppelvierer                | 6:24,32 min | 4       | 6:21,98 min   | 4             | –             | –             | –           | –          | 6:44,19 min | 5      | 5              |
| Huang Wenyi Xu Dongxiang                        | Leichtgewichts-Doppelzweier | 7:15,57 min | 1       | –             | –             | –             | –             | 7:10,39 min | 1          | 7:11,93 min | 2      | Silbermedaille |
| Männer                                          |                             |             |         |               |               |               |               |             |            |             |        |                |
| Zhang Liang                                     | Einer                       | 6:50,71 min | 2       | –             | –             | 7:02,03 min   | 3             | 7:31,52 min | 5          | 7:25,64 min | 11     | 11             |
| Sun Jie Zhang Fangbing                          | Leichtgewichts-Doppelzweier | 6:57,67 min | 4       | 6:40,12 min   | 3             | –             | –             | 7:09,39 min | 2          | 6:49,39 min | 15     | 15             |
| Huang Zhe Wang Tiexin Yu Chenggang Zhang Guolin | Leichtgewichts-Vierer       | 5:52,58 min | 3       | –             | –             | –             | –             | 6:08,47 min | 6          | 6:11,33 min | 10     | 10             |

### Schießen
| Athleten      | Wettbewerb                           | Qualifikation | Qualifikation | Finale        | Finale        | Ringe | Rang |
| Athleten      | Wettbewerb                           | Ringe         | Rang          | Ringe         | Rang          | Ringe | Rang |
| ------------- | ------------------------------------ | ------------- | ------------- | ------------- | ------------- | ----- | ---- |
| Frauen        |                                      |               |               |               |               |       |      |
| Guo Wenjun    | Luftpistole 10 m                     | 388           | 1             | 100,1         | 1             | 488,1 |      |
| Su Yuling     | Luftpistole 10 m                     | 386           | 4             | 98,6          | 6             | 484,6 | 6    |
| Chen Ying     | Sportpistole 25 m                    | 585           | 3             | 206,4         | 2             | 791,4 |      |
| Yuan Jing     | Sportpistole 25 m                    | 579           | 25            | ausgeschieden | ausgeschieden | 579   | 25   |
| Yi Siling     | Luftgewehr 10 m                      | 399           | 2             | 103,9         | 1             | 502,9 |      |
| Yu Dan        | Luftgewehr 10 m                      | 398           | 4             | 103,5         | 3             | 501,5 |      |
| Du Li         | Kleinkaliber Dreistellungskampf 50 m | 581           | 13            | ausgeschieden | ausgeschieden | 581   | 13   |
| Li Peijing    | Kleinkaliber Dreistellungskampf 50 m | 583           | 9             | ausgeschieden | ausgeschieden | 583   | 9    |
| Liu Yingzi    | Trap                                 | 67            | 12            | ausgeschieden | ausgeschieden | 67    | 12   |
| Wei Ning      | Skeet                                | 68            | 4             | 23            | 2             | 91    |      |
| Männer        |                                      |               |               |               |               |       |      |
| Pang Wei      | Luftpistole 10 m                     | 586           | 2             | 97,7          | 4             | 683,7 | 4    |
| Tan Zongliang | Luftpistole 10 m                     | 581           | 12            | ausgeschieden | ausgeschieden | 581   | 12   |
| Wang Zhiwei   | Freie Pistole 50 m                   | 566           | 2             | 92,6          | 3             | 658,6 |      |
| Zhang Tian    | Freie Pistole 50 m                   | 553           | 25            | ausgeschieden | ausgeschieden | 553   | 25   |
| Ding Feng     | Schnellfeuerpistole 25 m             | 588           | 2             | 27            | 3             | 615   |      |
| Zhang Jian    | Schnellfeuerpistole 25 m             | 584           | 5             | 17            | 5             | 601   | 5    |
| Wang Tao      | Luftgewehr 10 m                      | 598           | 4             | 102,4         | 4             | 700,4 | 4    |
| Zhu Qinan     | Luftgewehr 10 m                      | 595           | 10            | ausgeschieden | ausgeschieden | 595   | 10   |
| Lan Xing      | Kleinkaliber Dreistellungskampf 50 m | 1159          | 29            | ausgeschieden | ausgeschieden | 1159  | 29   |
| Wang Weiyi    | Kleinkaliber liegend 50 m            | 591           | 28            | ausgeschieden | ausgeschieden | 591   | 28   |
| Du Yu         | Trap                                 | 112           | 30            | ausgeschieden | ausgeschieden | 112   | 30   |
| Hu Binyuan    | Doppeltrap                           | 133           | 14            | ausgeschieden | ausgeschieden | 133   | 14   |
| Li Jun        | Doppeltrap                           | 134           | 11            | ausgeschieden | ausgeschieden | 134   | 11   |

### Schwimmen
Legende: WR = Weltrekord, OR = Olympischer Rekord
| Athleten                                                            | Wettbewerb                 | Vorlauf          | Vorlauf          | Halbfinale       | Halbfinale       | Finale           | Finale           | Rang                      |
| Athleten                                                            | Wettbewerb                 | Zeit             | Rang             | Zeit             | Rang             | Zeit             | Rang             | Rang                      |
| ------------------------------------------------------------------- | -------------------------- | ---------------- | ---------------- | ---------------- | ---------------- | ---------------- | ---------------- | ------------------------- |
| Frauen                                                              |                            |                  |                  |                  |                  |                  |                  |                           |
| Zhu Qianwei                                                         | 50 m Freistil              | 25,54 s          | =24              | ausgeschieden    | ausgeschieden    | ausgeschieden    | ausgeschieden    | =24                       |
| Tang Yi                                                             | 100 m Freistil             | 53,28 s          | 1                | 53,60 s          | 4                | 53,44 s          | 3                | Bronzemedaille – 3. Platz |
| Song Wenyan                                                         | 200 m Freistil             | 1:59,47 min      | 21               | ausgeschieden    | ausgeschieden    | ausgeschieden    | ausgeschieden    | 21                        |
| Wang Shijia                                                         | 200 m Freistil             | 1:58,73 min      | 14               | 1:58,63 min      | 15               | ausgeschieden    | ausgeschieden    | 15                        |
| Li Xuanxu                                                           | 400 m Freistil             | 4:10,95 min      | 19               | –                | –                | ausgeschieden    | ausgeschieden    | 19                        |
| Shao Yiwen                                                          | 400 m Freistil             | 4:08,41 min      | 14               | –                | –                | ausgeschieden    | ausgeschieden    | 14                        |
| Shao Yiwen                                                          | 800 m Freistil             | 8:27,78 min      | 9                | –                | –                | ausgeschieden    | ausgeschieden    | 9                         |
| Xin Xin                                                             | 800 m Freistil             | 8:40,88 min      | 24               | –                | –                | ausgeschieden    | ausgeschieden    | 24                        |
| Fu Yuanhui                                                          | 100 m Rücken               | 59,96 s          | 8                | 59,82 s          | 8                | 1:00,50 min      | 8                | 8                         |
| Zhao Jing                                                           | 100 m Rücken               | 59,97 s          | 9                | 59,55 s          | 4                | 59,23 s          | 6                | 6                         |
| Bai Anqi                                                            | 200 m Rücken               | 2:11,26 min      | 19               | ausgeschieden    | ausgeschieden    | ausgeschieden    | ausgeschieden    | 19                        |
| Yao Yige                                                            | 200 m Rücken               | 2:12,14 min      | 22               | ausgeschieden    | ausgeschieden    | ausgeschieden    | ausgeschieden    | 22                        |
| Zhao Jin                                                            | 100 m Brust                | 1:07,68 min      | 13               | 1:07,97 min      | 15               | ausgeschieden    | ausgeschieden    | 15                        |
| Liu Xiaoyu                                                          | 100 m Brust                | 1:07,99 mib      | 17               | ausgeschieden    | ausgeschieden    | ausgeschieden    | ausgeschieden    | 17                        |
| Ji Liping                                                           | 200 m Brust                | 2:25,76 min      | =7               | 2:27,26 min      | 13               | ausgeschieden    | ausgeschieden    | 13                        |
| Sun Ye                                                              | 200 m Brust                | 2:27,94          | 24               | ausgeschieden    | ausgeschieden    | ausgeschieden    | ausgeschieden    | 24                        |
| Jiao Liuyang                                                        | 100 m Schmetterling        | 57,71 s          | 6                | 58,04 s          | 9                | ausgeschieden    | ausgeschieden    | 9                         |
| Lu Ying                                                             | 100 m Schmetterling        | 57,17 s          | 2                | 57,51 s          | 6                | 56,87 s          | 2                | Silbermedaille – 2. Platz |
| Jiao Liuyang                                                        | 200 m Schmetterling        | 2:07,15 min      | 2                | 2:06,10 min      | 2                | 2:04,06 min      | 1                | Goldmedaille – 1. Platz   |
| Liu Zige                                                            | 200 Schmetterling          | 2:08,72 min      | 11               | 2:06,99 min      | 2                | 2:07,77 min      | 8                | 8                         |
| Li Jiaxing                                                          | 200 m Lagen                | 2:13,43 min      | 13               | 2:12,69 min      | 11               | ausgeschieden    | ausgeschieden    | 11                        |
| Ye Shiwen                                                           | 200 m Lagen                | 2:08,90 min      | 1                | 2:08,39 min      | 1                | 2:07,57 min      | 1                | Goldmedaille – 1. Platz   |
| Ye Shiwen                                                           | 400 m Lagen                | 4:31,73 min      | 2                | –                | –                | 4:28,43 min      | 1                | Goldmedaille – 1. Platz   |
| Li Xuanxu                                                           | 400 m Lagen                | 4:34,28 min      | 4                | –                | –                | 4:32,91 min      | 3                | Bronzemedaille – 3. Platz |
| Qiu Yuhan Tang Yi Wang Haibing Wang Shijia Zhu Qianwei              | 4 × 100-m-Freistil-Staffel | 3:37,91 min      | 4                | –                | –                | 3:36,75 min      | 4                | 4                         |
| Chen Qian Liu Jing Pang Jiaying Song Wenyan Wang Shijia Zhu Qianwei | 4 × 200-m-Freistil-Staffel | 7:53,66 min      | 6                | –                | –                | 7:53,11 min      | 6                | 6                         |
| Gao Chang Ji Liping Jiao Liuyang Lu Ying Tang Yi                    | 4 × 100-m-Lagen-Staffel    | 3:59,38 min      | 7                | –                | –                | 3:56,41 min      | 5                | 5                         |
| Fang Yanqiao                                                        | 10 km Freiwasser           | –                | –                | –                | –                | nicht angetreten | nicht angetreten | nicht angetreten          |
| Männer                                                              |                            |                  |                  |                  |                  |                  |                  |                           |
| Shi Yang                                                            | 50 m Freistil              | 22,64 s          | 26               | ausgeschieden    | ausgeschieden    | ausgeschieden    | ausgeschieden    | 26                        |
| Lu Zhiwu                                                            | 100 m Freistil             | nicht angetreten | nicht angetreten | nicht angetreten | nicht angetreten | nicht angetreten | nicht angetreten | nicht angetreten          |
| Li Yunqi                                                            | 200 m Freistil             | 1:48,72 min      | 23               | ausgeschieden    | ausgeschieden    | ausgeschieden    | ausgeschieden    | 23                        |
| Sun Yang                                                            | 200 m Freistil             | 1:46,24 min      | 1                | 1:45,61 min      | 1                | 1:44,93 min      | =2               | Silbermedaille – 2. Platz |
| Hao Yun                                                             | 400 m Freistil             | 3:46,88 min      | 6                | –                | –                | 3:46,02 min      | 4                | 4                         |
| Sun Yang                                                            | 400 m Freistil             | 3:45,07 min      | 1                | –                | –                | 3:40,14 min      | 1                | Goldmedaille – 1. Platz   |
| Dai Jun                                                             | 1500 m Freistil            | 15:13,90 min     | 15               | –                | –                | ausgeschieden    | ausgeschieden    | 15                        |
| Sun Yang                                                            | 1500 m Freistil            | 14:43,25 min     | 1                | –                | –                | 14:31,02 min     | 1                | Goldmedaille – 1. Platz   |
| He Jianbin                                                          | 100 m Rücken               | 54,81 s          | 21               | ausgeschieden    | ausgeschieden    | ausgeschieden    | ausgeschieden    | 21                        |
| Cheng Feiyi                                                         | 100 m Rücken               | 53,22 s          | 2                | 53,50 s          | 6                | 53,77 s          | 8                | 8                         |
| Xu Jiayu                                                            | 200 m Rücken               | 2:00,26 min      | 28               | ausgeschieden    | ausgeschieden    | ausgeschieden    | ausgeschieden    | 28                        |
| Zhang Fenglin                                                       | 200 m Rücken               | 1:56,71 min      | 3                | 1:55,66 min      | 3                | 1:55,59 min      | =4               | 4                         |
| Li Xiayan                                                           | 100 m Brust                | 1:01,55 min      | 28               | ausgeschieden    | ausgeschieden    | ausgeschieden    | ausgeschieden    | 28                        |
| Chen Cheng                                                          | 200 m Brust                | 2:19,83 min      | 33               | ausgeschieden    | ausgeschieden    | ausgeschieden    | ausgeschieden    | 33                        |
| Zhou Jiawei                                                         | 100 m Schmetterling        | 52,06 s          | 8                | 52,30 s          | 13               | ausgeschieden    | ausgeschieden    | 13                        |
| Chen Yin                                                            | 200 m Schmetterling        | 1:55,60 min      | 6                | 1:54,43 min      | 3                | 1:55,18 min      | 8                | 8                         |
| Wu Peng                                                             | 200 m Schmetterling        | 1:55,88 min      | 10               | 1:55,65 min      | 11               | ausgeschieden    | ausgeschieden    | 11                        |
| Wang Shun                                                           | 200 m Lagen                | 2:00,85 min      | =22              | ausgeschieden    | ausgeschieden    | ausgeschieden    | ausgeschieden    | 22                        |
| Wu Peng                                                             | 200 m Lagen                | 2:01,43 min      | 30               | ausgeschieden    | ausgeschieden    | ausgeschieden    | ausgeschieden    | 30                        |
| Wang Chengxiang                                                     | 400 m Lagen                | 4:15,57 min      | 14               | –                | –                | ausgeschieden    | ausgeschieden    | 14                        |
| Yang Zhixian                                                        | 400 m Lagen                | 4:15,45 min      | 12               | –                | –                | ausgeschieden    | ausgeschieden    | 12                        |
| Chen Zuo He Jianbin Lu Zhiwu Shi Tengfei Zhang Enjian               | 4 × 100-m-Freistil-Staffel | 3:17,00 min      | 11               | –                | –                | ausgeschieden    | ausgeschieden    | 11                        |
| Hao Yun Jiang Haiqi Li Yunqi Lu Zhiwu Sun Yang                      | 4 × 200-m-Freistil-Staffel | 7:11,35 min      | 6                | –                | –                | 7:06,30 min      | 3                | Bronzemedaille – 3. Platz |
| Chen Weiwu Cheng Feiyi He Jianbin Huang Yunkun Lu Zhiwu Zhou Jiawei | 4 × 100-m-Lagen-Staffel    | 3:34,65 min      | 11               | –                | –                | ausgeschieden    | ausgeschieden    | 11                        |

### Segeln
Fleet Race
| Athleten                 | Wettbewerb      | Qualifikation | Qualifikation | Medal Race    | Medal Race    | Punkte | Rang         |
| Athleten                 | Wettbewerb      | Punkte        | Rang          | Punkte        | Rang          | Punkte | Rang         |
| ------------------------ | --------------- | ------------- | ------------- | ------------- | ------------- | ------ | ------------ |
| Frauen                   |                 |               |               |               |               |        |              |
| Li Ling                  | Windsurfen RS:X | 115           | 14            | ausgeschieden | ausgeschieden | 115    | 14           |
| Xu Lijia                 | Laser Radial    | 33            | 1             | 2             | 1             | 1      | Goldmedaille |
| Huang Xufeng Wang Xiaoli | 470er           | 97            | 11            | ausgeschieden | ausgeschieden | 97     | 11           |
| Männer                   |                 |               |               |               |               |        |              |
| Wang Aichen              | Windsurfen RS:X | 153           | 18            | ausgeschieden | ausgeschieden | 153    | 18           |
| Shi Jian                 | Laser           | 340           | 43            | ausgeschieden | ausgeschieden | 340    | 43           |
| Deng Daokun Wang Weidong | 470er           | 160           | 20            | ausgeschieden | ausgeschieden | 160    | 20           |
| Gong Lei                 | Finn Dinghy     | 190           | 24            | ausgeschieden | ausgeschieden | 190    | 24           |

### Synchronschwimmen
| Athletinnen | Wettbewerb | Qualifikation     | Qualifikation     | Qualifikation  | Qualifikation  | Qualifikation | Qualifikation | Finale         | Finale         | Finale           | Finale           |
| Athletinnen | Wettbewerb | Technische Kür TK | Technische Kür TK | Freie Kür FK-Q | Freie Kür FK-Q | Gesamt        | Gesamt        | Freie Kür FK-F | Freie Kür FK-F | Gesamt TK + FK-F | Gesamt TK + FK-F |
| Athletinnen | Wettbewerb | Punkte            | Rang              | Punkte         | Rang           | Punkte        | Rang          | Punkte         | Rang           | Punkte           | Rang             |
| --- | ---------- | ----------------- | ----------------- | -------------- | -------------- | ------------- | ------------- | -------------- | -------------- | ---------------- | ---------------- |
| Frauen |            |                   |                   |                |                |               |               |                |                |                  |                  |
| Huang Xuechen Liu Ou | Duett      | 96,100            | 2                 | 96,710         | 2              | 192,810       | 2             | 96,770         | 3              | 192,870          | Bronzemedaille   |
| Chang Si Chen Xiaojun (Finale) Huang Xuechen Jiang Tingting Jiang Wenwen Liu Ou Luo Xi Sun Wenyan (Qualifikation) Wu Yiwen | Gruppe     | 97,000            | 2                 | keine Angabe   | keine Angabe   | keine Angabe  | keine Angabe  | 97,010         | 2              | 194,010          | Silbermedaille   |

### Taekwondo
| Athleten   | Wettbewerb        | Achtelfinale     | Achtelfinale | Viertelfinale  | Viertelfinale | Halbfinale       | Halbfinale    | Hoffnungsrunde Halbfinale | Hoffnungsrunde Halbfinale | Hoffnungsrunde Finale | Hoffnungsrunde Finale | Finale         | Finale        | Rang   |
| Athleten   | Wettbewerb        | Gegner           | Ergebnis     | Gegner         | Ergebnis      | Gegner           | Ergebnis      | Gegner                    | Ergebnis                  | Gegner                | Ergebnis              | Gegner         | Ergebnis      | Rang   |
| ---------- | ----------------- | ---------------- | ------------ | -------------- | ------------- | ---------------- | ------------- | ------------------------- | ------------------------- | --------------------- | --------------------- | -------------- | ------------- | ------ |
| Frauen     |                   |                  |              |                |               |                  |               |                           |                           |                       |                       |                |               |        |
| Wu Jingyu  | Klasse bis 49 kg  | Elizabeth Zamora | 10:2         | Erika Kasahara | 14:0          | Lucija Zaninović | 19:7          | –                         | –                         | –                     | –                     | Brigitte Yagüe | 8:1           | Gold   |
| Hou Yuzhuo | Klasse bis 57 kg  | Diana Lopez      | 1:0          | Suvi Mikkonen  | 7:2           | Marlène Harnois  | 8:3           | –                         | –                         | –                     | –                     | Jade Jones     | 4:6           | Silber |
| Männer     |                   |                  |              |                |               |                  |               |                           |                           |                       |                       |                |               |        |
| Liu Xiaobo | Klasse über 80 kg | Kenneth Edwards  | 6:4          | Carlo Molfetta | 5:6           | ausgeschieden    | ausgeschieden | Alischer Gulow            | 6:1                       | Bahri Tanrıkulu       | 3:2                   | ausgeschieden  | ausgeschieden | Bronze |

### Tennis
- Einzel

| Athleten   | 1. Runde                               | 2. Runde                          | Achtelfinale  | Viertelfinale | Halbfinale    | Finale        |
| Frauen     | Frauen                                 | Frauen                            | Frauen        | Frauen        | Frauen        | Frauen        |
| ---------- | -------------------------------------- | --------------------------------- | ------------- | ------------- | ------------- | ------------- |
| Li Na      | Daniela Hantuchová 1:2 (2:6, 6:3, 3:6) | ausgeschieden                     | ausgeschieden | ausgeschieden | ausgeschieden | ausgeschieden |
| Peng Shuai | Hsieh Su-wei 2:1 (6:3, 6:7, 7:5)       | Petra Kvitová 1:2 (5:7, 6:2, 1:6) | ausgeschieden | ausgeschieden | ausgeschieden | ausgeschieden |
| Zheng Jie  | Nadja Petrowa 0:2 (4:6, 6:7)           | ausgeschieden                     | ausgeschieden | ausgeschieden | ausgeschieden | ausgeschieden |

- Doppel

| Athleten             | 1. Runde                                             | 2. Runde                                                          | Viertelfinale                                      | Halbfinale    | Finale        |               |
| Frauen               | Frauen                                               | Frauen                                                            | Frauen                                             | Frauen        | Frauen        |               |
| -------------------- | ---------------------------------------------------- | ----------------------------------------------------------------- | -------------------------------------------------- | ------------- | ------------- | ------------- |
| Li Na Zhang Shuai    | Gisela Dulko Paola Suárez 2:0 (6:4, 6:2)             | Andrea Hlaváčková Lucie Hradecká 0:2 (3:6, 1:6)                   | ausgeschieden                                      | ausgeschieden | ausgeschieden |               |
| Peng Shuai Zheng Jie | Alizé Cornet Kristina Mladenovic 2:1 (6:1, 6:7, 6:3) | Nuria Llagostera Vives María José Martínez Sánchez 2:0 (6:4, 6:2) | Marija Kirilenko Nadja Petrowa 1:2 (7:5, 6:7, 4:6) | ausgeschieden | ausgeschieden | ausgeschieden |

### Tischtennis
Die chinesische Mannschaft gewann wie schon bei den vorangegangenen Olympischen Spielen alle Goldmedaillen dieser Sportart.
- Einzel

| Athleten   | 1. Runde | 2. Runde | 3. Runde            | Achtelfinale          | Viertelfinale       | Halbfinale             | Finale         | Rang           |
| Frauen     | Frauen   | Frauen   | Frauen              | Frauen                | Frauen              | Frauen                 | Frauen         | Frauen         |
| ---------- | -------- | -------- | ------------------- | --------------------- | ------------------- | ---------------------- | -------------- | -------------- |
| Ding Ning  | Freilos  | Freilos  | Daniela Dodean 4:0  | Jiang Huajun 4:1      | Ai Fukuhara 4:0     | Feng Tianwei 4:2       | Li Xiaoxia 1:4 | Silbermedaille |
| Li Xiaoxia | Freilos  | Freilos  | Ariel Hsing 4:2     | Park Mi-young 4:1     | Li Jiao 4:1         | Kasumi Ishikawa 4:1    | Ding Ning 4:1  | Goldmedaille   |
| Männer     |          |          |                     |                       |                     |                        |                |                |
| Zhang Jike | Freilos  | Freilos  | Bora Vang 4:0       | Wladimir Samsonow 4:3 | Jiang Tianyi 4:3    | Dimitrij Ovtcharov 4:1 | Wang Hao 4:1   | Goldmedaille   |
| Wang Hao   | Freilos  | Freilos  | Werner Schlager 4:1 | Gao Ning 4:1          | Seiya Kishikawa 4:0 | Chuang Chih-Yuan 4:1   | Zhang Jike 1:4 | Silbermedaille |

- Mannschaft

| Athleten                     | 1. Runde | 1. Runde                 | Viertelfinale | Viertelfinale       | Halbfinale  | Halbfinale               | Finale   | Finale              | Rang         |
| Athleten                     | Gegner   | Ergebnis                 | Gegner        | Ergebnis            | Gegner      | Ergebnis                 | Gegner   | Ergebnis            | Rang         |
| Frauen                       | Frauen   | Frauen                   | Frauen        | Frauen              | Frauen      | Frauen                   | Frauen   | Frauen              | Frauen       |
| ---------------------------- | -------- | ------------------------ | ------------- | ------------------- | ----------- | ------------------------ | -------- | ------------------- | ------------ |
| Ding Ning Guo Yue Li Xiaoxia | Spanien  | 3:0 (3:0, 3:1, 3:0)      | Niederlande   | 3:0 (3:0, 3:1, 3:0) | Südkorea    | 3:0 (3:0, 3:0, 3:0)      | Japan    | 3:0 (3:1, 3:0, 3:1) | Goldmedaille |
| Männer                       |          |                          |               |                     |             |                          |          |                     |              |
| Ma Long Wang Hao Zhang Jike  | Russland | 3:1 (3:0, 3:0, 2:3, 3:0) | Singapur      | 3:0 (3:0, 3:0, 3:0) | Deutschland | 3:1 (3:1, 1:3, 3:1, 3:0) | Südkorea | 3:0 (3:1, 3:1, 3:0) | Goldmedaille |

### Triathlon
| Athleten   | Wettbewerb | Zeit      | Rang |
| ---------- | ---------- | --------- | ---- |
| Frauen     |            |           |      |
| Zhang Yi   | Einzel     | 2:10:01 h | 50   |
| Männer     |            |           |      |
| Bai Faquan | Einzel     | 1:52:26 h | 46   |

### Trampolinturnen
| Athleten       | Wettbewerb | Qualifikation | Qualifikation | Finale | Finale | Rang           |
| Athleten       | Wettbewerb | Punkte        | Rang          | Punkte | Rang   | Rang           |
| Frauen         | Frauen     | Frauen        | Frauen        | Frauen | Frauen | Frauen         |
| -------------- | ---------- | ------------- | ------------- | ------ | ------ | -------------- |
| He Wenna       | Einzel     | 105,500       | 1             | 55,950 | 3      | Bronzemedaille |
| Huang Shanshan | Einzel     | 104,759       | 2             | 56,730 | 2      | Silbermedaille |
| Männer         |            |               |               |        |        |                |
| Dong Dong      | Einzel     | 112,895       | 1             | 62,990 | 1      | Goldmedaille   |
| Lu Chunlong    | Einzel     | 112,299       | 3             | 61,319 | 3      | Bronzemedaille |

### Turnen
| Deng Linlin                                              | Mehrkampf Einzel     | 57,997  | 6  | 58,399        | 6             | 6              |               |               |               |               |
| Huang Qiushuang                                          | Mehrkampf Einzel     | 57,707  | 10 | 58,115        | 7             | 7              |               |               |               |               |
| Yao Jinnan                                               | Mehrkampf Einzel     | 54,798  | 22 | ausgeschieden | ausgeschieden | ausgeschieden  |               |               |               |               |
| He Kexin                                                 | Stufenbarren         | 15,966  | 2  | 15,933        | 2             | Silbermedaille |               |               |               |               |
| Yao Jinnan                                               | Stufenbarren         | 15,766  | 4  | 15,766        | 4             | 4              |               |               |               |               |
| Deng Linlin                                              | Schwebebalken        | 15,166  | 4  | 15,600        | 1             | Goldmedaille   |               |               |               |               |
| Sui Lu                                                   | Schwebebalken        | 15,400  | 1  | 15,500        | 2             | Silbermedaille |               |               |               |               |
| Deng Linlin He Kexin Huang Qiushuang Sui Lu Yao Jinnan   | Mehrkampf Mannschaft | 176,637 | 3  | 174,430       | 4             | 4              |               |               |               |               |
| Männer                                                   |                      |         |    |               |               |                |               |               |               |               |
| Guo Weiyang                                              | Mehrkampf Einzel     | 84,131  | 29 | ausgeschieden | ausgeschieden | ausgeschieden  | ausgeschieden | ausgeschieden | ausgeschieden | ausgeschieden |
| Zou Kai                                                  | Boden                | 15,833  | 1  | 15,933        | 1             | Goldmedaille   |               |               |               |               |
| Chen Yibing                                              | Ringe                | 15,858  | 1  | 15,800        | 2             | Silbermedaille |               |               |               |               |
| Feng Zhe                                                 | Barren               | 15,633  | 3  | 15,966        | 1             | Goldmedaille   |               |               |               |               |
| Zhang Chenglong                                          | Barren               | 15,366  | 9  | 13,808        | 9             | 9              |               |               |               |               |
| Zou Kai                                                  | Reck                 | 15,533  | 7  | 16,366        | 3             | Bronzemedaille |               |               |               |               |
| Zhang Chenglong                                          | Reck                 | 15,933  | 2  | 16,266        | 4             | 4              |               |               |               |               |
| Chen Yibing Feng Zhe Guo Weiyang Zhang Chenglong Zou Kai | Mehrkampf Mannschaft | 269,985 | 6  | 275,997       | 1             | Goldmedaille   |               |               |               |               |

### Volleyball
| Wettbewerb    | Frauen |
| ------------- | --- |
| Athleten      | Chu Jinling Hui Ruoqi Ma Yunwen Mi Yang Shan Danna Wang Yimei Wei Qiuyue Xu Yunli Yang Junjing Zeng Chunlei Zhang Lei Zhang Xian                                                                                  |
| Trainer       | Yu Juemin |
| Gruppenphase  | Serbien 3:1 (16:25, 25:18, 25:13, 25:12) Türkei 3:1 (25:20, 25:20, 29:31, 25:22) USA 0:3 (24:26, 16:25, 29:31) Brasilien 2:3 (16:25, 25:20, 18:25, 30:28, 10:15) Südkorea 3:2 (28:26, 22:25, 25:19, 22:25, 15:10) |
| Viertelfinale | Japan 2:3 (26:28, 25:23, 23:25, 25:23, 16:18) |
| Halbfinale    | ausgeschieden |
| Finale        | ausgeschieden |
| Platzierung   | 5 |

### Wasserball
| Wettbewerb         | Frauen |
| ------------------ | --- |
| Athleten           | Yang Jun Teng Fei Liu Ping Sun Yujun He Jin Sun Yating Song Donglun Gao Ao Wang Yi Ma Huanhuan Sun Huizi Zhang Lei Wang Ying |
| Trainer            | |
| Gruppenphase       | Spanien (6:11) Ungarn (10:11) USA (6:7)                                                                                      |
| Viertelfinale      | Australien (18:20) |
| Platzierungsspiele | Italien (14:10) Spiel um Platz 5: Russland (16:15)                                                                           |
| Halbfinale         | ausgeschieden |
| Finale             | ausgeschieden |
| Platzierung        | 5 |

### Wasserspringen
- Einzel

| Athleten    | Wettbewerb        | Vorkampf | Vorkampf | Halbfinale | Halbfinale | Finale | Finale | Rang           |
| Athleten    | Wettbewerb        | Punkte   | Rang     | Punkte     | Rang       | Punkte | Rang   | Rang           |
| Frauen      | Frauen            | Frauen   | Frauen   | Frauen     | Frauen     | Frauen | Frauen | Frauen         |
| ----------- | ----------------- | -------- | -------- | ---------- | ---------- | ------ | ------ | -------------- |
| He Zi       | Kunstspringen 3 m | 363,85   | 2        | 354,50     | 3          | 379,20 | 2      | Silbermedaille |
| Wu Minxia   | Kunstspringen 3 m | 387,95   | 1        | 394,40     | 1          | 414,00 | 1      | Goldmedaille   |
| Chen Ruolin | Turmspringen 10 m | 392,35   | 1        | 407,25     | 1          | 422,30 | 1      | Goldmedaille   |
| Hu Yadan    | Turmspringen 10 m | 337,85   | 6        | 328,25     | 9          | 349,50 | 9      | 9              |
| Männer      |                   |          |          |            |            |        |        |                |
| He Chong    | Kunstspringen 3 m | 500,90   | 2        | 510,15     | 1          | 524,15 | 3      | Bronzemedaille |
| Qin Kai     | Kunstspringen 3 m | 451,60   | 11       | 500,35     | 3          | 541,75 | 2      | Silbermedaille |
| Lin Yue     | Turmspringen 10 m | 532,15   | 2        | 541,80     | 2          | 527,30 | 6      | 6              |
| Qiu Bo      | Turmspringen 10 m | 563,70   | 1        | 563,55     | 1          | 566,85 | 2      | Silbermedaille |

- Synchron

| Athleten               | Wettbewerb        | Finale | Finale | Rang         |
| Athleten               | Wettbewerb        | Punkte | Rang   | Rang         |
| Frauen                 | Frauen            | Frauen | Frauen | Frauen       |
| ---------------------- | ----------------- | ------ | ------ | ------------ |
| He Zi Wu Minxia        | Kunstspringen 3 m | 346,20 | 1      | Goldmedaille |
| Chen Ruolin Wang Hao   | Turmspringen 10 m | 368,40 | 1      | Goldmedaille |
| Männer                 |                   |        |        |              |
| Luo Yutong Qin Kai     | Kunstspringen 3 m | 477,00 | 1      | Goldmedaille |
| Cao Yuan Zhang Yanquan | Turmspringen 10 m | 486,78 | 1      | Goldmedaille |